# Yma Súmac
Zoila Emperatriz Chávarri Castillo (Perú, 13 de septiembre de 1922,-Estados Unidos, 1 de noviembre de 2008), conocida como Yma Súmac («Ima sumaq» significa «Qué hermoso» en quechua), fue una cantante lírica soprano sfogato, actriz de cine, teatro y televisión, modelo, compositora y productora musical nacida peruana y nacionalizada estadounidense. En 1955 obtuvo el primer Récord Guinness por el rango vocal más extenso de la música. Es la reina del género musical «Exotica» y pionera de la fusión musical y del World Music. En 1946 fue certificada como descendiente directa del inca Atahualpa por las embajadas peruanas de Estados Unidos y Canadá. Con más de 60 millones de discos vendidos a nivel mundial, es la artista de origen peruano más sobresaliente, famosa, y universal de la historia. Es la primera persona latinoamericana en ganar una Estrella Musical en el Paseo de la Fama de Hollywood.  Con la gira en la Unión Soviética (1960-1961) vendió entre 20 millones y 70 millones de boletos, recaudando un aproximado de más de 1000 millones de dólares con la inflación actual, tocando en estadios. Posee el primer récord de hacer 3 mil conciertos y en los 5 continentes. Fue nombrada «icono de la moda más importante de todos los tiempos» por la revista V. «Vírgenes del Sol» (1943), «El Condor Pasa» (1972), «Gopher (Mambo)» (1954), «Chuncho» (1953), «Taita Inty (Virgin of the Sun God)» (1950), «Malambo N°1» (1954) y «Tumpa!» (1950) son de las piezas más notables de su repertorio.
Destacó durante la década de 1950, bajo el sello de Capitol Records, utilizando la leyenda del linaje inca, sumado con su registro de voz, junto a la forma de cantar inspirada en la naturaleza y la fusión de géneros musicales hecha por Les Baxter y con el soporte de Moisés Vivanco, quienes crearon su álbum debut Voice of the Xtabay (1950), llegando a ser número 1 en Estados Unidos, así como también con el sencillo «Virgin of the Sun God (Taita Inty)» (1950), alcanzando el primer lugar en Reino Unido, logrando éxito comercial internacional, siendo un «fenómeno peculiar». Lanzó otros éxitos de álbumes como Legend of the Sun Virgin (1952) Fuego del Ande (1959) y Mambo! (1955), este último bajo la dirección de Billy May.
En 1951 se convirtió en la primera cantante latinoamericana en actuar en Broadway. En 1953 desarrolló su propia técnica de canto única en el mundo en «Chuncho (The Forest Creatures)», denominada «triple coloratura», el cual se asemejó al trinar de las aves. Siendo considerada como «la vocalista con el registro de voz más grande que cualquier cantante con vida». También se presentó en el Lewisohn Stadium. Con The Yma Sumac Concert Tour (1954-1955) llegó a dar conciertos como solista en el Carnegie Hall. En los cincuenta estuvo entre las mujeres con más ventas de álbumes en Estados Unidos junto a Doris Day, Jane Froman y Eartha Kitt. En 1960 se convirtió en la primera de América Latina en tener su nombre en una estrella fonográfica en Hollywood. Al mismo tiempo viajó alrededor de la Unión Soviética por invitación de Nikita Jruschov, cantando para él, vendiendo alrededor de 20-70 millones de entradas siendo la gira más exitosa de la artista, recaudando un aproximado de 1,000 millones de dólares actuales con casi 200 conciertos hechos en más de 40 ciudades soviéticas. En 1974, según Variety había hecho más de 3 mil conciertos en los 5 continentes, batiendo récords de cualquier artista de la época. En 2010, la revista V la incluyó como uno de los 9 iconos de moda más importantes de todos los tiempos. Vendió entre 40 y 60 millones de discos en todo el mundo.
Inició su carrera en Perú con el nombre de «Imma Sumack» en 1941, siendo descubierta e introducida por Moisés Vivanco al ambiente artístico, incluyéndola al Conjunto Folklórico Peruano, (o Compañía Peruana de Arte) instruyéndola y desposándola, haciendo giras por Sudamérica y México, interpretando líricamente música andina peruana y criolla. Cuando empezó a cantar profesionalmente nunca recibió entrenamiento técnico en lo operístico, ni siquiera sabía leer una partitura, por lo que fue autodidacta. En 1943 firmó con Odeón en Argentina para realizar sus primeras grabaciones musicales, como el reconocido «Vírgenes del Sol».  La llamaron «princesa inca» y fue certificada en 1946 en el consulado peruano de Nueva York como descendiente directa del inca Atahualpa. En ese mismo año, Súmac y Vivanco, junto a la boliviana Cholita Rivero, se mudaron a Estados Unidos e hicieron conciertos como The Inca Taky Trio en Nueva York, Washington y Canadá. Llegaron a presentarse en un evento folclórico en el Carnegie Hall en 1948. Fue recién en 1949 cuando Capitol Records descubrió a Súmac en una presentación en un local neoyorkino para luego hacerle firmar un contrato y cambiar su seudónimo a «Yma Sumac» en el comienzo de su carrera como solista.

## Biografía y carrera

### 1922-1938: primeros años
Nació el 13 de septiembre de 1922 en Perú y una semana después fue registrada como «Zoila Emperatriz Chávarri Castillo» en la provincia constitucional del Callao. Sus padres fueron el alcalde cajamarquino, Sixto Chávarri y la profesora de primaria ancashina, Emilia Castillo. Era la menor de su familia, la misma que poseía granjas en la sierra peruana. Estudió en una escuela católica después de recibir educación en casa desde los 5 años. Con las aves y otras especies salvajes del bosque aprendió a cantar cuando niña mientras caminaba por los andes y el amazonas.  A los 15 años empezó a entrenarse sola en canto. En julio de 1938 en el Callao, visitando la casa de su amiga Zoila Beoutis, conoció a Moisés Vivanco, pues él había sido contratado para preparar un número artístico para la familia Beoutis. Vivanco ensayaba en una de las habitaciones. Súmac tarareó la canción y Vivanco, descubriéndola, le dijo: «Oye, chiquilla, tienes una voz espléndida». Súmac fue incluida para el número musical hecho por Vivanco.

### 1938-1949:Vírgenes del Sol, agrupaciones foclóricas y giras internacionales
El 16 de agosto de 1938, Súmac, Moisés Vivanco y Élida Beoutis, prima de su amiga, Zoila Beoutis, se presentaron en el Festival de San Jerónimo: En 1939, Súmac siguió cantando en otras ceremonias religiosas y en iglesias. Vivió y creció en Ichocán, Cajamarca, pero en 1939 junto a su familia se instaló permanentemente en el Callao. En 1940 se graduó de la secundaria y Vivanco la introdujo a su agrupación «Conjunto Folklórico Peruano», o «Compañía Peruana de Arte» conformado también por 46 artistas del folclor como el boliviano Mauro Núñez, el arpista Florencio Coronado Gutiérrez y demás. La bautizaron con el seudónimo de «Ima sumaq» («Qué hermoso» en quichua) en uno de los ensayos con Jacinto Pebe. El 8 de abril de 1941, Súmac debutó en Radio Nacional, junto al grupo musical, con vestimenta y música andina. El periódico La Noche les presentó como «El Conjunto Folclórico Peruano de Moisés Vivanco con Ima Sumacc». En mayo de 1941, la revista Alta Voz la presentó con el nombre de «IMMA SUMACK Soprano lírica India» y catalogó de «triunfante» al conjunto. En junio de 1941 se presentaron en el salón de actos del diario La Crónica, teniendo como audiencia al actor hollywoodense Douglas Fairbanks, Jr. A finales de junio de 1941, el grupo tocó y bailó en la Pampa de Amancaes, obteniendo aplausos del público, como comentarios positivos del periódico resaltando a Súmac. Súmac tras ganar este concurso obtuvo una beca académica y estudió Psicología en un instituto. En octubre de 1941, el conjunto dio 3 fechas de conciertos en el Teatro Municipal de Lima, en dúo con Los Morochucos de Ayacucho. El anuncio resaltó el nombre de «Imma Sumack» y el de Moisés Vivanco. También apareció otra actriz de Hollywood, Grace Moore, quien fue fotografiada abrazando a Súmac y a Vivanco. La actriz les alentó para hacer una gira en Estados Unidos, y propuso ayudar con el presupuesto. El programa de la presentación denominó a Súmac como «la gran soprano india de coloratura». Interpretó piezas andinas como «Alma Andina», «Pok'ra», «Cholo Traicionero» (compuesta por Vivanco), «K'ori Canastitay» (Vivanco) y «Sol Primaveral» (acompañada a la guitarra por Vivanco). Estuvo presente el presidente Manuel Prado.
| Imac Sumac, la extraordinaria soprano india, cuya voz tiene extrañas y agudas tonalidades de un instrumento innominado pero milagroso, recibió la consagración ayer, cuando las oraciones del selecto y numeroso auditorio, premió su fresca impostación y su extraordinaria capacidad para el canto de nuestro personalísimo folklore incaico —Alta Voz, 1941. |

El semanario El Cancionero de Lima puso como portada únicamente a Súmac, destacándola como la máxima atracción. El 10 de octubre de 1941, la banda se volvió a presentar en el Teatro Municipal de Lima. Súmac cantó «Maccana», «Cholo Traicionero» (Vivanco) y el aimara «Kullawa». La revista Cahuide hizo una reseña señalando a Súmac como «la buenísima soprano india». A finales de 1941, El Comercio anunció una presentación de la agrupación en Radio Nacional a las 9 p. m. Súmac interpretó «Pasacalle» de Huaraz, la chuscada huarasina «El Obrero» (con arreglos de Vivanco) y «Willka Mayu» (arreglos, Vivanco). El 9 de enero de 1942, realizó un concierto benéfico para la población afectada por un huaico en Áncash. Súmac interpretó «Pasacalle Ancashino» (arreglos, Vivanco), «Waraka Tusuy» (arreglos, Vivanco) y de nuevo «El Obrero» (arreglos, Vivanco). En enero de 1942, Súmac fue contratada para presentarse en Radio Belgrano, Buenos Aires. Se crearon presentaciones de despedida en los cines Broadway y Apolo en Lima. En abril de 1942 viajaron y se presentaron en Argentina. El 19 de mayo de 1942 tocaron en el Teatro Municipal de Lima. El Comercio anunció el «adiós» del conjunto a Lima, considerando como figura principal a Súmac. En junio de 1942, el grupo, ahora conformado por poco más de 14 artistas, viajó por vía aérea a Arequipa. El 6 de junio de 1942 iba a ser la presentación en el Teatro Municipal de Arequipa, sin embargo dicho día se hizo el matrimonio civil con Moisés Vivanco en el distrito de Yanahuara, Arequipa.  Finalmente el concierto se dio para el 7 de junio de 1942. El diario Noticia la llamó «diva peruana». El Deber publicó un artículo apreciando a Súmac, llamándola como «la notable soprano india», luego a la agrupación, afirmando que «ha tenido una larga y destacada actuación en el Teatro Municipal de Lima, en donde la crítica le dedica comentarios elogiosos, «de manera especial a la cantante autóctona Imma Sumack». El Deber notifica éxito del debut del conjunto en el Teatro Municipal de Arequipa, elogiando a Súmac, calificándola como una «destacada soprano nacional». Interpretó la composición de Vivanco, «Cholo Traicionero» y el reconocido «Carnaval Arequipeño». Anunciaron también una gira nueva a La Paz y Buenos Aires. Meses más tarde, se estrenó Pal Otro Lao (o 27 Millones), película chilena-argentina que tuvo como invitación especial a Súmac y al Conjunto Peruano Folklórico. Interpretaron una pista folclórica junto a dos danzantes de tijeras. A finales de 1942 se presentaron en Teatro Colón de Argentina, la crítica estimó primordialmente a Súmac, señalando que es «encantadora tanto por su excepcional voz, como por su mágica belleza». A inicios de 1943, la agrupación siguió tocando en Buenos Aires. En mayo de 1943, la agrupación viajó a Río de Janeiro, tocando en el Casino de Urca y en su «rival», el Hotel Balneário Casino Icarahy. El conjunto se presentó también en Santos, São Paulo y Porto Alegre. La gira en Brasil duró 3 meses aproximadamente. El 6 de junio de 1943, El Cancionero de Lima mencionó el matrimonio de Vivanco y Súmac, resaltando su éxito los países sudamericanos. Denominó a Súmac con los títulos de «destacada soprano nacional», «intérprete del folklore incaico» y llamándola «Imac Shumac», que sería su seudónimo en quechua del norte peruano. En junio de 1943, La Crónica informó sobre unas grabaciones hechas en Buenos Aires por la disquera Odeón e interpretadas por Súmac con la agrupación. Los temas se llamaron «A Ti Solita Te Quiero», «Picaflor», «Amor Indio (Inca Son)», «La Benita», «Carnaval Indio», «Cholo Traicionero», «Payande», «La Sirena», «Melgar», «Cholitas Puneñas», «Te Quiero, «Pariwana», «Un Amor», «Qué Lindos Ojos», «Vírgenes del Sol», «Waraka Tusuy», «Wifalitay» y «Amor». Ocurrió un error respecto a la pista «La Benita» pues en realidad es «Un Amor» y viceversa. Los discos vendieron bien y tuvieron popularidad en Sudamérica.

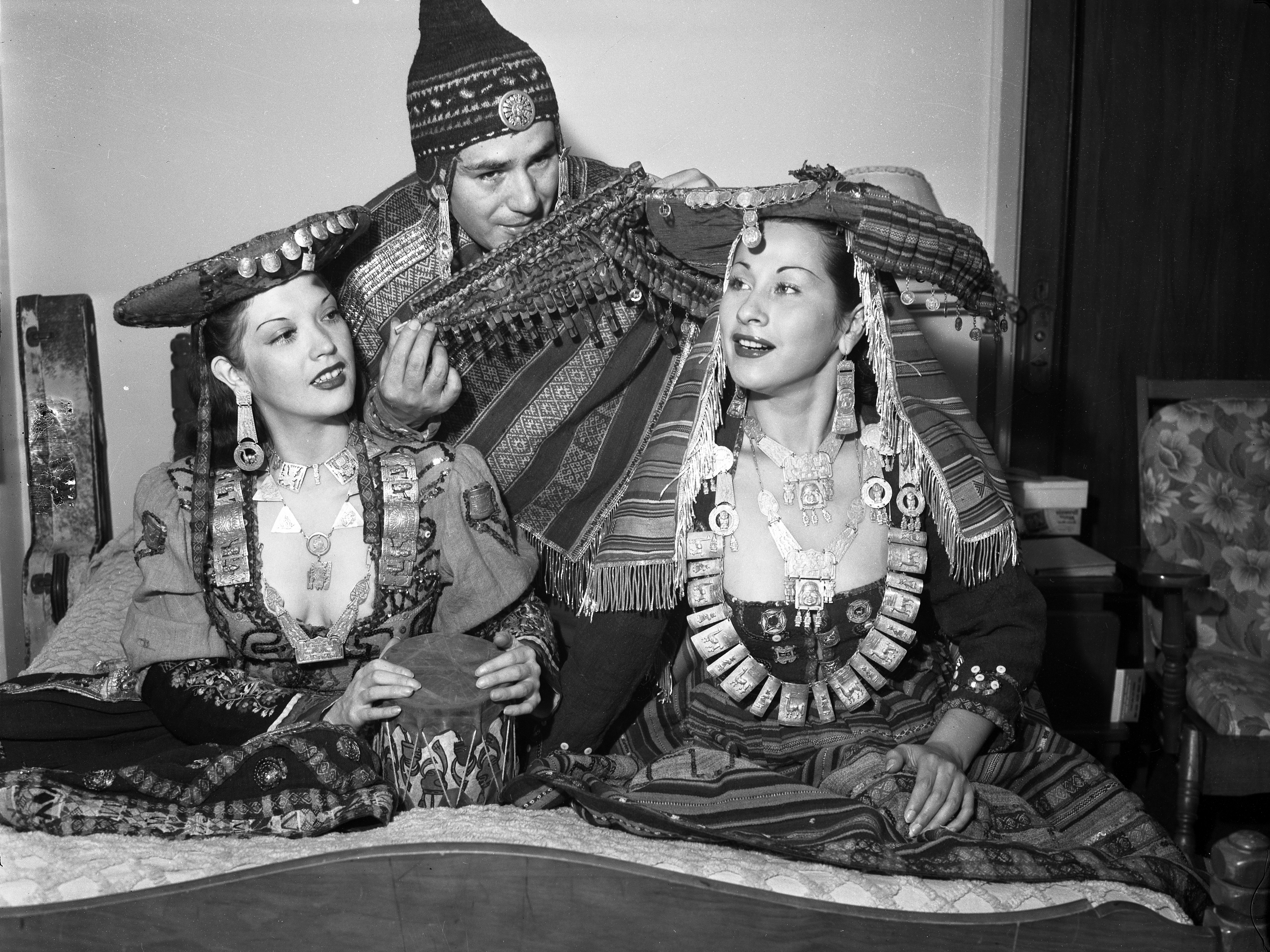
The Inca Taky Trio (Cholita Rivero, Moisés Vivanco e Yma Súmac) en Nueva York (1947)

En enero de 1944 se lanzó Melodías peruanas: Álbum de 7 composiciones para piano del folklore peruano por Moisés Vivanco con las canciones «Pascuascha», «Yaraví», «Quena Mágica», «Marinera», «Amor Indio», «Pok'ra» y «Carnaval Indio» («Carnaval Arequipeño»), todos con arreglos musicales de Vivanco. El 11 de febrero de 1944 volvieron a Brasil para dar un concierto en la inauguración del Palacio Quitandinha. Cuando terminó la gira, el conjunto se separó en Argentina y pasó a llamarse Compañía Peruana de Arte Folklórico. Una parte del grupo se fue a Bolivia, mientras que la otra se quedó en Buenos Aires. Súmac y Vivanco conocieron en La Paz a una cantante joven boliviana (aunque años más tarde se afirmó que era proveniente de Arequipa, Perú) contralto, llamada Yolanda Rivero, apodada como «Cholita Rivero». Con Rivero se fueron a Chile y Súmac debutó como solista con una imagen más occidental, inclinada al glamour hollywoodense de la época. Posteriormente todo el grupo se presentó en Uruguay. Nuevamente, el Teatro Municipal de Lima les recibió con fechas para el 7 y 8 de octubre de 1944. Igualmente el Teatro Segura, del 10 al 14 de octubre de 1944. El anuncio la llamó como «La maravillosa soprano incaica Imma Sumack» y se presentó en el teatro municipal limeño, pero ya no junto a la agrupación sino solo Súmac y Vivanco con una orquesta aparte, interpretando pasacalle «Cholo Traicionero» (composición, Vivanco), «Amor Indio», «Supay Taki», «La Zaña», «Wifalitay» (composición, Vivanco), festejo de ormeño «Mi Suegra» (arreglos, Vivanco) y finalmente las marineras «Malhaya» (arreglos, Vivanco) y «La Sirena», con bailes de Súmac. La Crónica informó que fueron sus últimos conciertos en Perú, ya que irían rumbo a México. La crítica en el Teatro Municipal resaltó no solo el «encantador» registro soprano de Súmac sino también sus «bajos». No sin excluir a Vivanco, a quien le cuestionó por sus fusiones musicales. Finalmente aplaudieron al músico respecto a unos temas afroperuanos. Resaltaron a Cholita Rivero como «una novedad de la pareja» e informaron que Rivero fue incluida a la Compañía Peruana de Arte Folklórico. Se presentaron en el Teatro Segura. El 3 de noviembre de 1944 tocaron en el restaurante La Cabaña, donde se presentaron junto a la banda Lecuona Cuban Boys. El 6 de noviembre de 1944, el matrimonio Vivanco-Súmac recibió un homenaje del Comité de Damas del Centro Social Conchucano por su próxima gira a México. La Crónica llamó a Súmac como «la gran intérprete del folklore nacional, la soprano de coloratura Imma Summac». En 1945 viajaron a México por propia invitación del presidente Manuel Ávila Camacho. Se presentaron en el Palacio de Bellas Artes y en las principales emisoras del país. El nombre de la agrupación cambió a Inka Taky, aunque a veces se hicieron llamar Compañía Folklórica de Arte Peruano, compartiendo escenario con artistas de Argentina como Libertad Lamarque y Agustín Irusta. Entre 1945 y 1946 el grupo se desintegró para convertirse en The Inca Taky Trio, conformado por Súmac, el músico Moisés Vivanco y la cantante y bailarina boliviana, Cholita Rivero, tocando en tierras mexicanas en 1945. En enero de 1946 viajaron por primera vez a Estados Unidos, mudándose a Nueva York y presentándose en dicha ciudad, logrando un contrato por 5 años con la Music Corporation of America. El 23 de mayo de 1946 se certificó vía el consulado peruano neoyorkino de que Súmac era descendiente del inca Atahualpa por linaje materno. El 23 de junio de 1946 cantó en vivo para la emisora de radio WJR Viva America. En agosto de 1946, organizado por la YMCA y patrocinado por el Ministerio de Educación de Perú, se fueron de gira a Ottawa, Toronto y Montreal en Canadá, quedándose por varios meses en la ciudad montrealense. El 20 de agosto de 1946 dieron un concierto en Ottawa, el cual fue auspiciado por el ministro Consejero de la Embajada de Perú de dicho país, teniendo como invitados principales a miembros del cuerpo diplomático de naciones latinoamericanas. El 21 de agosto de 1946, Ottawa Citizen resaltó el «increíble rango vocal» y la «peculiar técnica vocal» de Súmac durante la presentación. A través de los medios se rumoreó que su voz era un «truco de micrófono» por lo «extraordinaria» y «excepcional» que era. El 30 de agosto de 1946 se presentaron en los estudios de Radio-Canada en Montreal. El 31 de agosto de 1946, Le Canada afirmó que Súmac «tiene todas las cualidades físicas de Hedy Lamarr» y que su voz «según la crítica experta puede competir fácilmente con la de Lily Pons». Consideró su traje y ojos como «extraños»,incluso declaró que la soprano era una «princesa descendiente directa del emperador Atahualpa», que el trío folclórico era «auténticamente inca»y que su estancia en Canadá ya cumplía 2 semanas. Con 3 películas hechas en Sudamérica, llamó «verdaderamente excepcional» al rendimiento vocal de la intérprete a pesar de no haber estudiado canto. La agrupación confesó al periódico que su visita no será larga gracias a un contrato con la Music Corporation of America en Estados Unidos y que tienen el «inmediato plan» de realizar una gira por Europa en países como Francia, España e Inglaterra, hasta en Noruega y Suiza. El 1 y 3 de septiembre de 1946 volvieron a tocar para la estación de Radio-Canada, siendo el concierto retransmitido en América Latina. El 16 de septiembre de 1946, hicieron otro recital en la discoteca Samovar en Montreal.
| El Cónsul General del Perú certifica que la madre de la princesa Imma Sumack es descendiente directa del emperador inca Atahualpa. Y con el único acompañamiento de una guitarra, la princesa destacó de inmediato la notable calidad de su voz, que a veces desciende a los timbres más bajos, casi masculinos, para luego alcanzar notas particularmente altas. Estas artes son absolutamente únicas en su género, y nunca se ha presentado nada parecido aquí —Le Canada, 12 de setiembre de 1946 |

El 18 de junio de 1947 interpretaron en vivo en el Molson Stadium de Montreal para el evento Fiesta Mexicana que reunió a cantantes populares de música latinoamericana. Le Canada calificó a Súmac de «voz excepcional de acuerdo a las críticas». Al regresar a Estados Unidos, se dijo que estaban pensando en volver a Perú. El 30 de junio de 1947, Le Patrie consideró a Súmac como la ganadora del evento por su «extraordinaria» y «extensa» voz, afirmando que la cantante hace «lo que quiera» con su instrumento vocal. Destacó también la vestimenta andina del trío Inca Taky. El 17 de julio de 1947, el trío, durante su estancia en un hotel en Canadá, declaró a Photo Journal que dentro de sus planes estaba el participar en Broadwayy en otros lugares para hacer una gira de «Ballet Inca», teniendo como bailarines a montrealeses. También mostraron con detalle sus vestuarios folclóricos, joyas incas e instrumentos andinos, siendo fotografiados y publicados por el semanario. En 1947 falleció la actriz estadounidense Grace Moore en un accidente de avión, quien en 1941 les había prometido ayudarles a impulsar sus carreras en Estados Unidos. El 31 de agosto de 1948 volvieron a tocar en la discoteca Samovar en Montreal. The Montreal Gazzette consideró a Súmac como una «estrella» del local. En 1948, el presidente de Unión Pan-Americana escribió a Súmac tras quedar sorprendido por su capacidad vocal, por lo que The Inca Taky Trio posteriormente se presentó en un evento de la organización en Washington D. C. Luego tocaron en un festival de música folclórica del Carnegie Hall con las orquestas sinfónicas de Toronto y Montreal, dando otro concierto en la discoteca Blue Angel de Manhattan. El 7 de mayo de 1949, Le Devoir también insistió en que la cantante tenía un parecido físico con la actriz Hedy Lamarr. El 10 de mayo de 1949 se presentaron junto al guitarrista Carlos Montoya en el teatro Stanislas en Montreal, Canadá, brindando recitales allí desde el 9 hasta el 14 de mayo de ese mismo año. Le Devoir afirmó que Súmac «dominó» al trío y que el Washington Times-Herald destacó que la voz de la intérprete «no es española, ni latina, por eso es tan única hoy en día, por lo tanto debe ser inca».
El 2 de julio de 1949 regresó de Lima, Perú a Estados Unidos y días después se presentó como «cantante inca» para una emisora de radio en Pensilvania. En octubre de 1949 asistieron 2 veces al programa radial y televisivo de Arthur Godfrey. En 1949, un productor de Capitol Records, Walter Rivers, descubrió a Súmac en un concierto en la discoteca The Blue Angel de Nueva York. Súmac firmó un contrato con el sello para iniciar su carrera como solista y cambiaron su nombre artístico de «Imma Sumack» a «Yma Sumac» ya que la discográfica decidió que era más «exótico» y «llamativo» para el público estadounidense, con un equipo de publicidad que explotó sus orígenes incas y su aura de misticismo andino para el próximo disco. La disquera decidió que Moisés Vivanco y la boliviana Cholita Rivero sigan trabajando con la soprano para los próximos proyectos.

### 1950-1954:Voice of the Xtabay,éxito comercial ytoursintercontinentales
Desde marzo hasta junio de 1950, se estuvo grabando su primer álbum de estudio, Voice of the Xtabay. El 11 de agosto de 1950, Daily News expresó que Súmac había presentado nuevos instrumentos peruanos para la orquesta del Hollywood Bowl. El diario mencionó que su madre era una «indígena de la realeza inca» y que la comunidad indígena peruana describió a su registro vocal grave como «la voz del terremoto» y al agudo como «la voz de las aves». El 12 de agosto de 1950, Súmac debutó en concierto en vivo en Estados Unidos con el seudónimo de «Yma Sumac» en el Hollywood Bowl en compañía del director de orquesta Arthur Fiedler ante cerca de 10 mil espectadores. Interpretó los temas «High Andes! (Ataypura!)», «Earthquake! (Tumpa!)» y «Virgin of the Sun God (Taita Inty)» de su álbum debut Voice of the Xtabay. Billboard la apodó como «El ruiseñor peruano de Capitol Records». Time la llamó «Hija del Sol».
| Una de las voces más inusuales jamás antes escuchada, con un rango desde lo más alto de una soprano hasta lo más profundo de una contralto —Billboard, 2 de septiembre de 1950 |

Time remarcó sus 5 octavas y la calificó como «la voz más fenomenal de la generación». Billboard describió a su disco debut como «tradicionales himnos incas, melodías de los andes y con canciones folclóricas sudamericanas y latinoamericanas». La disquera Capitol Records expresó que tenían «problemas» respecto a un próximo trabajo discográfico. El 28 de agosto de 1950 se le ofreció participar en una obra de Broadway, basada en Las mil y una noches y en una adaptación cinematográfica hollywoodense del libro Mansiones verdes del escritor W. H. Hudson. También se le propuso un guion original con el título de «Hija del Sol». En septiembre de 1950 se presentó e interpretó el sencillo «Virgin of the Sun God (Taita Inty)» en el estreno del programa de televisión estadounidense The Colgate Comedy Hour de Eddie Cantor. También estuvieron allí Jack Albertson, Fay McKenzie, la orquesta de Benny Goodman, y demás.El 14 de octubre de 1950 se lanzó Voice of the Xtabay. La tienda de música estadounidense National Record Mart afirmó que vendió todas las copias hasta agotarse. El 20 de octubre de 1950, The Pony Express dijo que el disco posee «la voz humana más asombrosa que se haya escuchado jamás» y resaltó sus 5 octavas de rango vocal. El semanario afirmó también que las canciones de Voice of the Xtabay «dejan algo que desear» y que «de todas formas debes escucharlo por ser algo totalmente nuevo en la línea de la experiencia musical». El 25 de octubre de 1950, el disco apareció en el octavo puesto del Best Selling Pop Albums. A finales del año 1950, Variety listó al álbum en el primer lugar de las superventas. El 25 de enero de 1951, Daily News mencionó a Les Baxter con relación a Voice of the Xtabay y escribió que el músico comenzó a tener notoriedad a raíz del éxito en ventas del disco por ser el principal compositor. El diario expresó que el álbum contiene «música peruana adaptada a la música popular» y que en 4 meses ya había vendido casi 100 mil discos en Estados Unidos (siendo la media 500 mil ventas). El periódico consideró al disco como la competencia de la grabación del elenco original de South Pacific.
El 31 de enero de 1951 hizo un concierto en el Roxy Theatre de Nueva York, en conjunto con artistas como Danny Kaye, los trillizos Dunhills y Bil Baird con sus marionetas. Billboard la catalogó como una «tremenda vendedora de álbumes de Capitol Records» y denominó que su presentación fue «fascinante». También se confirmó un rol protagónico para el musical Flahooley. Capitol Records adquirió los derechos de la obra y la escogieron por las ventas de su reciente disco, nombrándola como «el zorzal de Sudamérica». El 13 de marzo de 1951, Súmac firmó el contrato para interpretar un papel en Flahooley. El 7 de abril de 1951, Billboard notificó que ya se estaba trabajando en Flahooley (Original Broadway Cast Recording). El 9 de abril de 1951, el musical se presentó por primera vez en el teatro Shubert de New Haven, Connecticut y recibió una crítica con el título de «El guión de Flahooley cae en el aburrimiento, lastimando su oportunidad en Broadway», expresando textualmente que «el debut en Broadway del fenómeno vocal podría ser una decepción». Súmac interpretó 3 temas compuestas por Moisés Vivanco y Sammy Fain, llamadas «Birds, Enchantment», «Najla's Lament» y «Najla's Song of Joy». La intérprete apareció poco durante la obra, su personaje se llamó Najla, quien era una princesa árabe y el contexto del guion estuvo basado en Las mil y una noches. Najla, junto a su séquito, busca reparar la lámpara mágica de Aladino en una fábrica de juguetes con la ayuda de Flahooley, una muñeca que ríe en vez de llorar. Pero el genio terminó estropeándolo todo. La reseña apreció la belleza y figura de Súmac. Insistieron en que deben cambiar la trama. Destacaron los títeres de Bil Baird e incluso reafirmaron que estarían mejor solos sin pertenecer en algún musical. El 18 de abril de 1951, Voice of the Xtabay alcanzó el primer lugar en los álbumes más vendidos de Estados Unidos y logró estar durante 6 semanas consecutivas en dicha posición. Una radio local de Minnesota dijo sarcásticamente que las críticas a Flahooley ayudaron a impulsar el éxito comercial del disco. El 7 de mayo de 1951, «Virgin Of The Sun God (Taita Inty)» apareció en el noveno lugar en la lista de los 30 sencillos más vendidos en Reino Unido. El 19 de abril de 1951, The Healdsburg Tribune afirmó que Voice of the Xtabay fue un éxito a pesar de ser difundido sólo de «boca en boca». El 14 de mayo de 1951 se estrenó Flahooley en el teatro Broadhurst de Manhattan, convirtiendo a Súmac en la primera cantante latinoamericana en participar en una obra de Broadway. Billboard acusó a la obra de repetir sin éxito la fórmula de un anterior musical y hasta la tachó de «comunista» por cuestionar la oferta y la demanda y las diferencias entre las clases sociales. También se le encargó al musical de tener una de las historias «más confusas de todos los tiempos». Favorecieron a la música y su letra, pero persistieron en que el diálogo llegó a aburrir. Apreciaron el rango vocal de Súmac y dijo que no sabían si cantaba en «peruano» o en árabe. Valoraron por encima de todo a los títeres de Bil Baird.
El 21 de mayo de 1951, «Virgin Of The Sun God (Taita Inty)» llegó al primer lugar en la lista de los sencillos más vendidos en Reino Unido, manteniéndose durante 4 semanas seguidas en el número 1. El 28 de mayo de 1951, Time publicó una crítica sobre Flahooley donde coincidió con Billboard con respecto al «intento fallido» de sus creadores en repetir la misma fórmula de éxito y consideró que su historia es «desordenada». Destacaron las 4 octavas de Súmac y a los títeres de Bil Baird. El 16 de junio de 1951 se cerró Flahooley debido a la falta de taquilla y se esperó una cancelación de Flahooley (Original Broadway Cast Recording), pero terminó siendo lanzando tras las ventas de Voice of the Xtabay, denominándolo como «uno de los trabajos discográficos más exitosos del sello». A inicios de agosto de 1951, «Virgin Of The Sun God» abandonó los 30 primeros lugares en Reino Unido, después de estar 14 semanas consecutivas dentro. El 15 de septiembre de 1951, Billboard publicó el resultado de una encuesta hecha a estadounidenses sobre sus preferencias en artistas, bandas y lanzamientos musicales de 1951. Súmac estuvo entre las 10 mejores vocalistas de ópera, es la única latinoamericana en la lista junto a la soprano brasileña, Bidu Sayao, compitiendo contra Erna Sack y Lily Pons. Voice of the Xtabay es el segundo álbum del año en la categoría de general y de música clásica. Es el único disco de origen latinoamericano. En setiembre de 1951, Súmac brindó una serie de conciertos en el Cotillion Room del Hotel Pierre de 5 estrellas en Nueva York. Con un salario de 50 mil dólares actuales mensuales. Billboard resaltó «los sonidos raros de aves» que emitía Súmac, rodeada de bailarines de trajes andinos. Interpretó el éxito Too Young de Nat King Cole, pero mencionaron que su fuerte eran «los cánticos peruanos», y no una canción comercial popular estadounidense, ya que consideraron que su pronunciación en inglés no era tan buena.  Súmac, de 13 mil dólares de salario, consigue un contrato de cerca de 100 mil dólares actuales mensuales para sus futuras presentaciones en 1952 en el Cotillion Room.

El 6 de octubre de 1951 se lanzó el sencillo «Birds». El 6 de diciembre de 1951, Súmac se presentó junto a más artistas en el nightclub Cocoanut Grove del Hotel Ambassador de Los Ángeles, el lugar fue ceremonia de los Premios Óscar en 6 ocasiones anteriores. Billboard destacó tres canciones en particular, «Hymn To The Sun» («Virgin of the Sun God»), «Tumpa!», y «Birds». Las interpretó en compañía de Moisés Vivanco a la guitarra. La crítica exclamó que Súmac opacó totalmente al resto de artistas. El 7 de diciembre de 1951, Daily News afirmó que Súmac en dicha discoteca hizo su debut cantando en inglés con el tema «Too Young» de Nat King Cole. El 25 de diciembre de 1951, la cantante tuvo que declarar a Shenedacty Gazette de haber convencido al pueblo estadounidense de que era realmente peruana, ya que en la prensa local surgió el rumor de que la artista era de Brooklyn y que su nombre real era Amy Camus. «Todo lo que puedo decir es que soy Yma del Perú», enfatizó la soprano. En 1951, Vivanco declaró a Associated Press de que Súmac era «5 cantantes en uno» y que «nunca, en 2 mil años, ha habido una voz como la de ella».El 19 de enero de 1952, Súmac estuvo entre los artistas latinoamericanos más populares en EE. UU., junto a Pérez Prado de Cuba y Daniel Santos de Puerto Rico, entre otras bandas hispanas. Súmac es la única mujer, sudamericana y peruana en alcanzar dicho reconocimiento.Voice of the Xtabay dejó los 10 primeros puestos del Billboard 200, después de un poco más de 1 año en el top ten. El 15 de febrero de 1952 se publicó su segundo álbum, Legend of the Sun Virgin, compuesto y dirigido principalmente por Les Baxter y Moisés Vivanco, que debutó en el número 5 en Estados Unidos. La revista le dio una reseña de 85 puntos de 100, con la calificación de Excelente, superando en crítica a Xtabay. Comentaron que por más bueno que sea el trabajo discográfico, no obtendrá las mismas ventas por ser una secuela del anterior disco. Moisés Vivanco tuvo más presencia musical en esta era. El 26 de febrero de 1952, Súmac se presentó en el Frank Sinatra Show y cantó el tema «Way Up To There». En marzo de 1952, Billboard muestra un anuncio grande con la imagen de la portada del nuevo disco de Súmac, Sun Virgin y con el título de: «¡Apenas se lanzó y ya está rompiendo récords en ventas!», en conjunto con Voice of the Xtabay. Casualmente, una periodista se quejó preguntando: «¿Por qué Capitol pone precios a los álbumes de Ray Anthony e Yma Súmac como si recién se hubiesen lanzado? La gente se lo creerá, pero no lo comprará». En ese mismo mes, a través de Capitol Records, los discos de Súmac se lanzaron por primera vez en París, Francia. Continuaron sus conciertos en el Cotillion Room, recibiendo una crítica muy positiva por su rendimiento vocal y resaltando su «peculiar forma de cantar», acompañada de Moisés Vivanco a la guitarra y un dúo de bailarines. La disquera volvió a tener otro éxito en álbumes de música y Billboard enfatizó que «no tenían estas ventas desde el triunfo durmiente del primer disco de Yma Súmac». Les Baxter se convirtió en uno de los principales compositores y directores de orquesta de Capitol y trabajó primordialmente para Súmac. A comienzos de abril de 1952, Legend of the Sun Virgin bajó al puesto 7°, después de 8 semanas consecutivas en el número 5 de los 10 álbumes más vendidos en los Estados Unidos. En ese mismo mes, Capitol Records optó por introducir a Súmac a un género más comercial, no sin escapar de su rasgo inusual. Anunciaron su tercer sencillo llamado «Wimoweh», convirtiéndose en la primera versión de este tema en ópera bel canto en la historia. La pista vino en conjunto con otra canción llamada «Babalú», Vivanco hizo arreglos musicales para esta última. A diferencia de sus primeros sencillos Capitol, este nuevo estreno no perteneció a ningún álbum o banda sonora de la diva. El 30 de abril de 1952, Sun Virgin, después de casi 3 meses, abandona definitivamente el top ten del Billboard 200. En mayo de 1952, Leyenda de la Virgen del Sol y Voz del Xtabay están entre los álbumes más vendidos de la disquera Capitol Records. Durante este tiempo, Eartha Kitt hizo una "imitación" del canto soprano típico operístico de Súmac en una obra de Broadway. El 17 de mayo de 1952, se estrena oficialmente «Wimoweh», Billboard brinda calificaciones de Bueno y Excelente, resaltando la versatilidad de su voz y los efectos de sonido que la cantante produce. El sencillo aparece entre los más vendidos del sello. El 21 de junio de 1952, Coral Records preparó el estreno de un álbum recopilatorio de antiguas grabaciones folclóricas de Súmac que fueron hechos en Argentina en 1943 con Odeón, cuando apenas comenzaba su carrera. Se llamaría Presenting Yma Sumac (In A Collection Of Early Recordings). También la diva salió de Estados Unidos para presentarse en París, Francia y Glasglow, Escocia. Hasta el 30 de junio de 1952, de los 3 álbumes más vendidos de Capitol en 1952, dos serían de Súmac.
| Capitol Records ha ganado cerca de 600 mil dólares (6 millones de dólares actuales) más a comparación del año anterior. La disquera tiene al álbum fenómeno del año en "Canciones del Xtabay" de Yma Súmac con más de un millón de ventas a nivel nacional —Billboard, 10 de noviembre de 1951 |

El 12 de julio de 1952, Daily News dijo que el sencillo «Wimoweh» podría «ciertamente decepcionar al público» por no ser el «exótico misterioso» sonido de los andes. En julio de 1952, Billboard confirmó que gracias a las ventas de Súmac, Capitol Records era una de las dos disqueras más exitosas de 1951 y 1952. Voice of the Xtabay sigue estando entre los álbumes más vendidos de la discográfica. El 30 de julio de 1952, Súmac se presentó en el hotel de lujo Mark Hopins Hotel de San Francisco, acompañada de Moisés Vivanco y la orquesta de Benny Strong. El 3 de agosto de 1952, Le Patrie nombró a la voz de la cantante como un «milagro vocal», declarando que era como «Marian Anderson y Lily Pons en una sola voz» y que «esta laringe de estirpe imperial [inca] es probablemente única en el mundo». El 9 de agosto de 1952, la disquera entregó el Reloj de Oro a Súmac por tener millones de discos vendidos en Estados Unidos. El sello cumplió una década de existencia desde que se fundó en 1942 y destacó a sus artistas, publicando la portada de Legend of the Sun Virgin y resaltando el sencillo «Babalú». El 6 de setiembre de 1952 reportaron que el sencillo «Virgin Of The Sun God» estaba siendo todo un éxito en Suiza. La misma canción está también entre los mejores vendidos de Capitol en Estados Unidos, junto al álbum Legend of the Sun Virgin. Al mismo tiempo, Súmac estaba de gira europea durante 45 días: 22 fechas en Inglaterra, 1 semana sería en el Empire Theatre, después en París, Alemania, terminando en el Casino Knokke en Bélgica. Luego regresó a EE. UU. a dar un concierto en el anfiteatro de Red Rocks Park, obteniendo más de 130 mil dólares actuales de recaudación con una audiencia de más de 10 mil personas. Desde el 2 hasta el 6 de setiembre de 1952 se presentó en la popular discoteca de Hollywood, Mocambo. Daily News afirmó que Súmac «probará que puede cantar mucho más alto de lo que tú podrías» y que Cholita Rivero trabajó como su bailarina allí. Cantó junto a 2 músicos vestidos a lo andino, uno con una quena y el otro con un tambor. También acompañada de Moisés Vivanco con la guitarra española. Billboard resaltó su vestimenta e imagen exótica, la música y su gran voz. El concierto duró 40 minutos, en medio se presenció una coreografía de Rivero con traje indígena. La revista declaró que el público está acostumbrado a un género más comercial, pero esta vez se dejaron seducir por el contenido «clásico» de Súmac. El 11 y el 19 de setiembre de 1952 se volvió a presentar en Mocambo. San Bernandino Sun calificó a su voz como de «inusual», «impactante» y «asombrosa». El 24 de setiembre de 1952, Daily News llamó a Súmac como la «brillante sensación de voz», destacando su popularidad en el nightclub Mocambo y anunció que se encontraba grabando su tercer álbum Inca Taqui. El 26 de setiembre de 1952, el diario estadounidense Napa Valley Register la calificó como «la chica con las más inusuales cuerdas vocales» y resaltó sus exitosos conciertos en Mocambo, adicionándose una semana más en el local. En octubre de 1952, Voice of the Xtabay vuelve a estar entre los discos más vendidos de Capitol Records. Ya terminando 1952, Súmac junto a Vivanco brindaron una serie de conciertos en Estados Unidos en el Chicago Beach Hotel y en los hoteles Pierre y Waldorf de 5 estrellas en Nueva York, esta vez con un género más operístico puro. También estuvieron preparando una gira de 4 meses por Europa (islas británicas, Francia, Alemania, Bélgica, Italia, España y los países nórdicos), y África (Egipto y Sudáfrica) para 1953.
El 12 de febrero de 1953, el medio peruano El Dominical resaltó el éxito en el extranjero de la cantante y que por ello había despertado «curiosidad»,pero manifestó su crítica contra el mestizaje musical, afirmando que «toda fusión de la cantante folklórica [Súmac], con un "manager" [Moisés Vivanco], ha resultado una música deforme, que nada tiene que ver con nuestro folklore [peruano]». Desde el 13 hasta el 27 de marzo de 1953, La Prensa dedicó una serie de artículos hacia la intérprete, el primero describió sobre «una gran cantidad de compañías folclóricas con trajes típicos de nuestras diversas regiones [de Perú] que se preparan para recibir a Ima Sumac en forma apoteósica» por su regreso al Perú, señaló también que la soprano Jarmila Novotna calificó la voz de la artista peruana como «algo de lo más excitante que jamás he oído»,el periódico afirmó que para la crítica musical, Súmac es «la cantante más extraordinaria, por su registro elevado de cinco octavas». Igualmente mencionó sobre la gestión empresarial limeña para realizar una enorme función de la vocalista en Plaza de Acho. Finalmente difundió que le darían un vestido con «motivos Paracas, pintado al soplete» y que Alejandro Vivanco, hermano de Moisés Vivanco, había compuesto canciones en su homenaje, llamadas «Michakuy» e «Ima Sumac».Ernesto More hizo énfasis sobre su técnica autodidáctica en el canto e insistió en que la intérprete debería someterse a «una labor académica»y  dedicarse a la música occidental o peruana, estando en desacuerdo con la fusión entre estas. En marzo de 1953, el tercer álbum de estudio de Súmac, Inca Taqui, ya se había terminado de grabar.Entre abril y mayo de 1953 se presentó en los teatros de Sans Souci y Montreal en Canadá, volviendo a dar un concierto en los estudios de Radio-Canada después de 7 años, también brindó otros en Nueva York.

#### El gran regreso al Perú en 1953

Anuncio de un concierto de Súmac en Montreal, Canadá (1953)

Acompañada de Vivanco, se presentó en Caracas y Lima. El 3 de abril de 1953, Súmac visitó Perú, como parte de su nuevo tour en Estados Unidos, Inglaterra, Gales, Escocia, Francia y demás. Llegó a Lima, junto también a Cholita Rivero, Papuchka Vivanco, después de más de 8 años fuera del país, aterrizando en el Aeropuerto Internacional de Limatambo, ante la espera de más de 4 mil admiradores y decenas de periodistas. Varios conjuntos folclóricos andinos la homenajearon al bajar del avión, demostrando la influencia de la cantante sobre estos. Su equipaje valió 60 mil dólares (más de medio millón de dólares actuales), compartiendo modistas (así como profesionales de la fotografía) con Marilyn Monroe. Cultura Peruana la llamó «la voz más excitante del mundo». Hubo una gran caravana con cerca de 40 autos, que, sintonizada en vivo por Radio América, siguió a la intérprete desde el aeropuerto, pasando por el Palacio Municipal de Lima, donde Súmac y su compañía ingresaron al edificio, Vivanco saludó desde el balcón. También visitaron el Hotel Bolívar, hasta llegar a la urbanización Country Club en San Isidro, donde Súmac, junto a Vivanco, ofreció una conferencia de prensa en un apartamento que poseían allí. Radio Nacional retransmitió la rueda de prensa, aunque la cantante no dialogó mucho, brindó con un vaso de agua. Vivanco reveló a Cultura Peruana que «Chuncho» no era del todo una composición suya, sino que se basó en un pentagrama hecho por David Samanez Ocampo. Consideró al tema como «revolucionaria en la historia de la música». La radiofonía limeña estimó que Súmac recaudaría más de 8 mil dólares por una de sus presentaciones (más de cien mil dólares actuales). El 4 y 5 de abril de 1953, a través de El Comercio, la soprano se defendió de las críticas limeñas en su contra por hacer híbridos musicales, afirmando que la única manera de triunfar internacionalmente era «estilizar» y «adaptar» la música peruana a la «mentalidad occidental», manteniendo el «sentimiento y alma andino». El 7 de abril de 1953, Súmac inauguró Radio La Crónica, teniendo como público en primera fila al presidente peruano Manuel Odría. El 8, 9 y 10 de abril de 1953 hizo conciertos con la Orquesta Sinfónica Nacional del Perú en el Teatro Municipal de Lima. Fue tanto el éxito en el Teatro Municipal que la policía tuvo que intervenir para calmar a la audiencia. Interpretó temas como «Taita Inty», «Ataypura!», «Montana», «Chuncho» y «Suray Surita», con la participación de artistas indígenas. En la medianoche del 10 de abril de 1953, la cantante hizo otro concierto en el Hotel Bolívar.

Anuncio de un concierto de Súmac en Montreal, Canadá (1953)

 El 11 y 12 de abril de 1953 se presentó durante la noche en el Estadio Nacional de Lima, vendiendo cerca de 60 mil entradas en total, la artista llegó y entró al escenario siendo cargada en andas por cuatro personas de la Compañía Inti Watana del Cusco. El primer recital fue sintonizado en vivo a nivel nacional por Radio La Crónica y Radio América. Se tuvo planificado más fechas en el norte del país pero dicha agenda fue suspendida. El sector intelectual limeño cuestionó a Súmac con respecto a su ascendencia inca, calificándolo como una «publicidad», y también a su fusión musical, mientras que el público peruano estuvo conforme con su arte y las leyendas alrededor de la cantante. El 18 de abril de 1953 dio otra presentación en la Plaza de Acho. El 19 de abril de 1953 fue el último concierto en el Perú en el Teatro Municipal de Lima.Caretas la puso de portada con el título de «Imma Sumac La India Bella» y publicó el artículo «Del Colíseo Bolivar al Carnegie Hall». El medio también mencionó a Cholita Rivero. El 21 de abril de 1953, la gira partió a Caracas, Venezuela. El 28 de abril de 1953, el periódico venezolano El Nacional consideró que su presentación, más que un concierto fue como un «show» o un «espectáculo», resaltando la gran propaganda y publicidad alrededor de lo «fenomenal» que era su voz. En junio de 1953 cantó nuevamente en Montreal, Canadá. En julio de 1953 cantó por segunda vez en el anfiteatro Red Rocks, Denver, con Saul Caston conduciendo la orquesta.
El concierto de Súmac excedió los diez mil de audiencia, por lo que se tuvo que dividir a una parte del público para incluirlo en otra fecha. También se anunció la preparación de la promoción de Capitol para los próximos lanzamientos de álbumes de música de Súmac, Nat King Cole, Milt Herth, Gerry Mulligan, Duke Ellington, Ray Anthony, entre otros. El 1 de agosto de 1953, Súmac apareció por primera vez en la portada de Billboard con un artículo sobre «muy esperada» gira en Italia, la misma que fue postergada por otros compromisos. Se programaron conciertos en Milán y en Roma para noviembre de 1953. También confirmaron la presencia en ese país de otras atracciones internacionales como Maurice Chevalier y Édith Piaf. El 29 de agosto de 1953 se lanzó su tercer álbum Inca Taqui junto a Moisés Vivanco, siendo el principal arreglista, director de orquesta y compositor del trabajo discográfico. Billboard le brindó una crítica positiva de 80 puntos de 100. Apareció en el puesto 8 de la lista Best Selling Popular Albums de Capitol Records. El 11 de setiembre de 1953 se confirmó la participación actoral de la cantante en El secreto de los incas. El 16 de setiembre de 1953, Napa Valley Register la llamó «El ruiseñor peruano», destacó sus «inusuales octavas de voz» y anunció otro concierto en Mocambo. El 21 de setiembre de 1953, la soprano hizo pruebas de cámara para Secret of the Incas. El 22 y 23 de setiembre de 1953, Sumac asistió nuevamente a la discoteca Mocambo, acompañada a la guitarra por Vivanco. Billboard la catalogó de tener un «exótico glamur», también mencionó de una puesta en escena con efectos de sonidos andinos a través de una cámara de eco. Hubo actuaciones de músicos con bongos, flautas y bailarinas con danzas nativas. Su rendimiento vocal de Clair De Lune de Claude Debussy fue señalada como «emocionantemente hermosa». Destacaron a «Chuncho», afirmando que era una «interpretación de los misteriosos sonidos de las criaturas del bosque lo que permitió la máxima exhibición de su doble voz», resaltándolo como un «trino de aves artístico». Daily News mencionó la presencia de dos bailarinas haciendo una coreografía «india» y resaltó la vestimenta de tres músicos tocando el tambor, considerándola como «extraña». Enfatizó sobre «gruñidos y gritos» y un «antiguo canto inca», el cual le resultó conmovedor. Criticó el tema «Chuncho», diciendo textualmente que: «En Chuncho hace una maravillosa interpretación de los ruidos del bosque, el susurro de los vientos a través de profundos cañones, el canto de los pájaros, el profundo ladrido de los monos chacales. Es extraño y fascinante.» El 17 de octubre de 1953, Inca Taqui estuvo entre los cinco discos más vendidos de los Estados Unidos. El 28 de noviembre de 1953, mientras rodaba la película, hizo conciertos en el Edgewater Beach Hotel en Chicago y agendó otra fecha para el 30 de enero de 1954 con la orquesta Oklahoma City Symphony. El 13 de diciembre de 1953, Súmac brindó una entrevista a Sunday Herald, mientras se encontraba ensayando en su residencia para sus próximos conciertos en Mocambo. Reveló su dieta saludable, historias sobre su infancia y su propia filosofía sobre la edad.

#### The Yma Sumac Concert Tour (1954-1955)

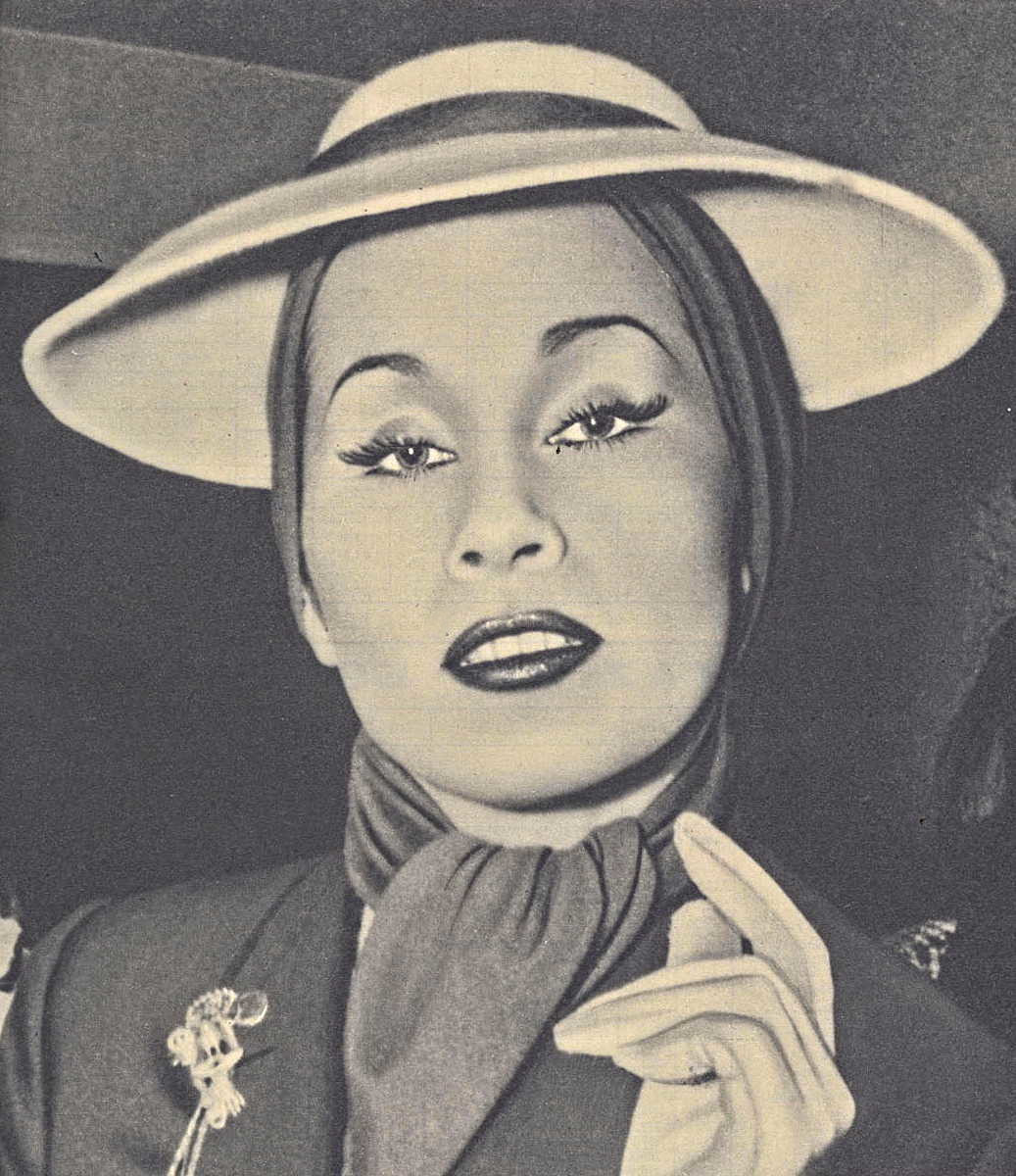
Súmac llegando a Italia para una gira de conciertos (1954)

El 21 de enero de 1954 inició la gira The Yma Sumac Concert Tour (1954-1955) en Estados Unidos y Canadá junto a Vivanco, Papuchka, una orquesta sinfónica y un grupo de danzantes de los andes. Se presentaron en prestigiosos lugares como el Carnegie Hall de Nueva York y el Symphony Hall en Boston. El 12 de febrero de 1954, Le Temps afirmó que la cantante era considerada «una de las mujeres más bellas del espectáculo». El 1 de marzo de 1954, el crítico Virgil Thomson dijo que Súmac «pertenece a las grandes casas de la ópera», luego de escucharla en el Carnegie Hall. El anuncio publicitario aclamó a Súmac como «la voz más sensacional del siglo». El 11 de marzo de 1954 se confirmaron próximos conciertos en Reino Unido para abril de 1954. Entre marzo y mayo de 1954, el tour siguió en Europa con Italia, Reino Unido, Suiza, París, Bélgica y Holanda con más de 40 fechas en total. El 25 de abril de 1954 se presentó en el Royal Albert Hall. La artista cantó temas adicionales debido a la insistencia del público inglés. El 28 de abril de 1954 se declaró que se estuvo planificando fechas en setiembre para Australia y Nueva Zelanda.
| Yma Súmac, un fenómeno vocal que pronto será escuchado en el club musical Rendez-vous [en Canadá]. Este verdadero talento despierta un gran interés entre integrantes de dicha sociedad artística y es de esperar que nadie se decepcione por esta cantante exótica con un rango extraordinariamente amplio —Nos-Droits, 4 de febrero de 1954 |

Tal fue el éxito en Italia, que se llegó a recaudar más de medio millón de dólares actuales allí, ganando más de 50 mil dólares actuales por concierto italiano. El 16 de junio de 1954 se estrenó Secret of the Incas en Estados Unidos protagonizado por Charlton Heston, Súmac, Thomas Mitchell, Robert Young y Nicole Maurey. Paramont Pictures se convirtió en el primer gran estudio de cine de Hollywood en grabar en Perú. Súmac interpretó a una sacerdotisa inca llamada Kori-Tica que está en la espera del Sol de Oro, una reliquia que desaparecida, lo que provocó la ira de las deidades contra el pueblo de Machu Picchu. La filmación se hizo en Hollywood y en Cuzco, Perú, también en Machu Picchu. Cantó 3 temas de Voice of the Xtabay en la película, llamadas «Virgin of the Sun God (Taita Inty)», «Earthquake! (Tumpa!)» y «High Andes! (Ataypura!)». El 22 de junio de 1954, Daily News oficializó a Moisés Vivanco como mánager de Súmac. El 6 de julio de 1954 retornó vía trasatlántico con Papuchka Charles a Estados Unidos para finalizar la etapa europea de 7 meses de la gira The Yma Sumac Concert Tour (1954-1955) y al desembarcar fue cuestionada y detenida por agentes estadounidenses de inmigración. El mismo 6 de julio de 1954, Vivanco fue liberado tras ser arrestado días antes. El 13 de julio de 1954, a la intérprete se le fue admitida su ingreso al país. En libertad, la pareja brindó una conferencia de prensa al respecto. El 24 de julio de 1954 reportaron que el 40 % de los discos que vendía Sinfonia, entre los más populares estaban los trabajos discográficos de la soprano. El 26 de agosto de 1954, Vivanco fue el primero en adquirir la nacionalidad estadounidense tras aprobar como matrimonio para la nacionalización en Estados Unidos. Su gira hizo otros varios conciertos en setiembre de 1954 en Hollywood, Estados Unidos y recaudó un total de más 165 mil dólares actuales. El 12 de noviembre de 1954, The Florida Flambeau resaltó que la compañía de The Yma Sumac Concert Tour (1954-1955) destacó y era reconocida por su producción en orquesta, cantantes y bailarines, considerando de «lujosos» e «incas» a los trajes de la gira. El 9 de noviembre de 1954, el presidente estadounidense Eisenshower invitó a Súmac a la Casa Blanca para una ceremonia de nacionalización estadounidense. El 29 de noviembre de 1954 siguió de gira en Estados Unidos. El 13 de diciembre de 1954 se corrió el rumor de que la vocalista habría estado planeando hacer un cuarteto musical. En 1954, la artista realizó un comercial para recaudar fondos a favor de la asociación de caridad March of Dimes.

### 1955-1959:Mambo!,otros proyectos en el espectáculo y más giras
Capitol postergó el lanzamiento del disco Mambo! para el año 1955 por la polémica de la detención, aumentándole más canciones, junto a otra edición nueva de Legend of the Sun Virgin. Voice of the Xtabay se fusionó con Inca Taqui. El 19 de febrero de 1955 se publica su cuarto álbum, Mambo!, apareciendo entre los más vendidos de la disquera. De la mano de Billy May y Conrad Gozzo, junto a más arreglos y composiciones de Vivanco, fusionaron el mambo con el jazz latino, el lounge y la música típica folclórica sudamericana. Billboard le dio 77 puntos de 100 con la calificación de «Bueno». La revista lo catalogó como «una emocionante combinación en este inusual álbum de mambo, que utiliza su increíble rango vocal con espectacular flexibilidad, chilla y gruñe como una víbora áspid, a través de una especie de tarareo de jazz al estilo sudamericano, con May respaldándola hasta el final», considerando a Mambo! como «el álbum más comercial que ha lanzado». Resaltaron su «escote revelador» en la portada, deduciendo que eso «debería dar un impulso adicional a las ventas».
The Yma Sumac Concert Tour (1954-1955) siguió dando conciertos en 1955 en Estados Unidos. Billboard apreció la voz de Sumac, pero afirmó que no complació a su público y calificó de «débil» a su rendimiento. Resaltaron negativamente sobre sus «sonidos extraños». El 18 de junio de 1955, Mambo! sale de la lista de los 13 álbumes más vendidos de Capitol Records, después de 6 semanas consecutivas allí. El 6 de julio de 1955 se presentaron en Los Ángeles (sede de ceremonia de los Premios Óscar durante los cuarenta). Billboard afirmó que Súmac «ya no es una novedad» y mencionó sobre errores técnicos con la cámara de eco. Resaltó la coreografía indígena de bailarines andinos. Finalmente, expresó que su música no pudo «familiarizarse» con su público ni tampoco con Freddy Martin, quien tocó posteriormente. La revista solo destacó 3 de sus 5 octavas. El 17 de julio de 1955, Billboard y San Bernandino Sun anunciaron un proyecto televisivo de Súmac, el cual sería su debut como conductora de televisión. Súmac se contactó con artistas de todo el mundo para que formen parte de su show, el mismo que se llamará Toast Of The World. El 23 de julio de 1955, Súmac se nacionalizó estadounidense acompañada de Papuchka Vivanco. El 28 de julio de 1955, exsecretaria de Súmac, Maureen Shea, denunció pública y legalmente a Vivanco de haberla embarazado de gemelas, de no reconocer su paternidad y de no brindar pensión alimenticia. Se convirtió en un escándalo mediático lleno fotografías de Shea, junto a Vivanco y Súmac. Se declaró a la prensa que la cantante tuvo que «sedarse» tras el impacto psicológico de la noticia. El 5 de noviembre de 1955, la gira The Yma Sumac Concert Tour (1954-1955) finalizó en Estados Unidos. El 19 de noviembre de 1955, Súmac cantó a las 8 p. m. en el programa The Jackie Gleason Show, de la cadena CBS. También lo harían los artistas Eddie Albert, Margo y el presentador estadounidense de TV, George DeWitt. El 26 de noviembre de 1955, confirmaron el estreno del nuevo programa de televisión, Toast Of The World, conducido por Súmac, para enero de 1956. El 3 de diciembre de 1955, anunciaron que la cantante iba a volver a presentarse en el hotel The Pierre de 5 estrellas. Súmac, Benny Goodman, Billie Holiday, Rudy Vallee, Dina Washington, Mitch Miller, Harold Alern, entre otros, se presentaron en 1955 en The Tonight Show, conducido por Steven Allen.

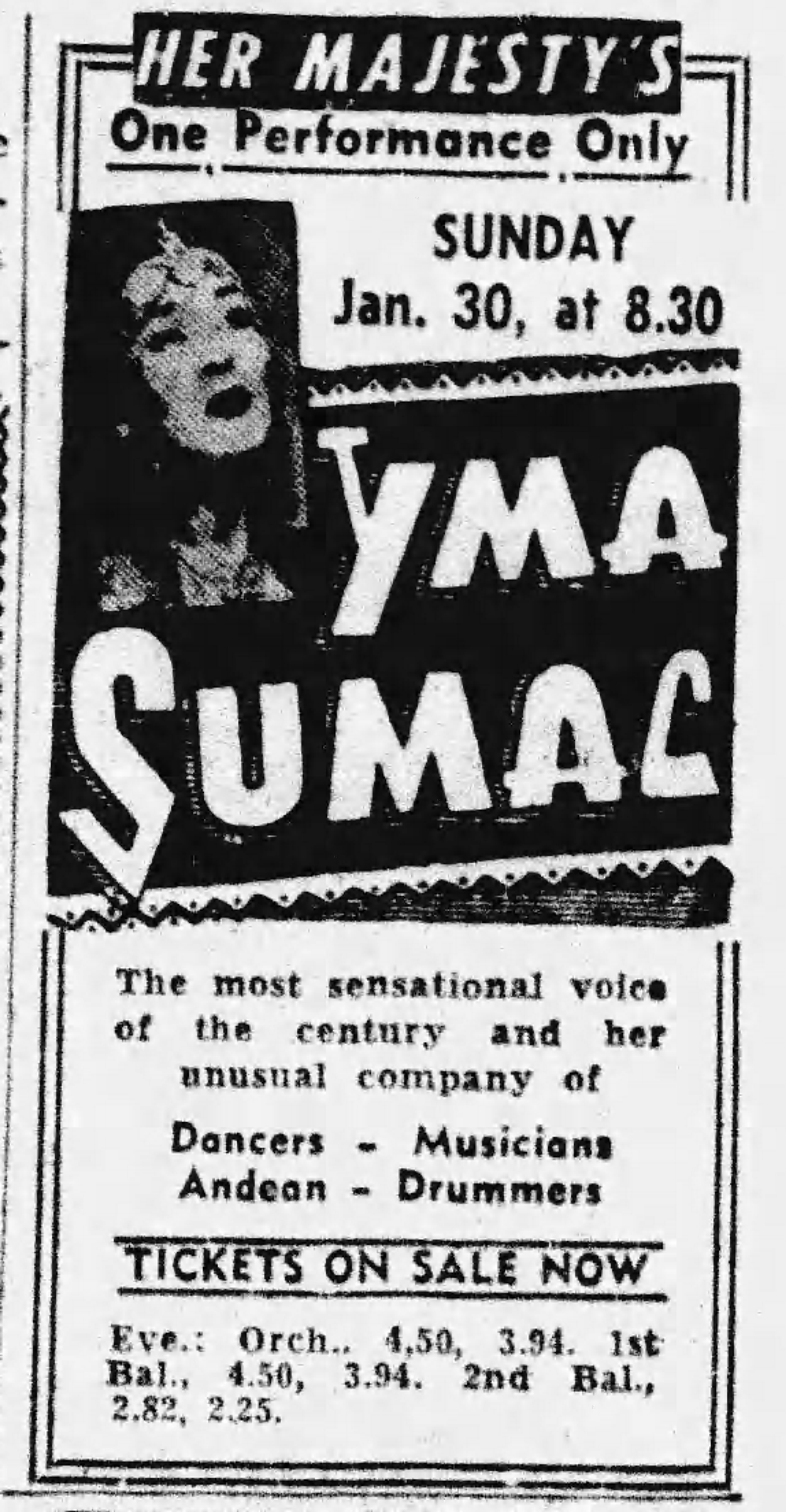
Anuncio publicitario que nombra a Súmac como La voz más sensacional del siglo (1955)

El 6 de febrero de 1956 se presentó en el New Frontier Hotel, Las Vegas y dio conciertos durante 2 semanas. El 7 de abril de 1956, anunciaron la segunda temporada de Toast Of The World para setiembre de 1956. Durante abril de 1956, fue invitada y asistió junto a Vivanco a la gala de la inauguración del Capitol Records Building. El 26 de abril de 1956, mientras grababa su segunda película en Hollywood, Omar Khayyam, con Paramount Pictures, firmó un contrato con la Ópera de San Francisco para interpretar la obra Lakmé en setiembre de 1956, el cual sería su debut en la ópera. El 27 de abril de 1956, se publica una entrevista suya en el diario San Bernardino Sun, Súmac afirmó que solo sería su primera vez en Estados Unidos, ya que había interpretado «La Traviata» en Río de Janeiro. También mencionó de otras arias cantadas en sus conciertos. Dijo que ella es algo perezosa, que es Vivanco el que la hace practicar 2 horas por día, pero que aumentará a 6 horas después de terminar el rodaje de Omar Khayyam y que por primera vez en su carrera estaba siendo entrenada por un profesor de canto. Luego expresó que la paga sería mucho menor, ya que ganaba 100 mil dólares actuales por semana en sus presentaciones en Las Vegas, pero que de todas formas entraría a la ópera porque tenía prestigio y porque le daba mucha satisfacción de estar allí. El periódico recalcó sus 5 octavas y los registros que podría aplicar, desde soprano hasta un barítono, señalando que eso es una gran ventaja para su carrera operística. El 27 de mayo de 1956 se presentó en la estación de radio estadounidense, Hollywood Music Hall. El 20 de agosto de 1956, cantó «Earthquake! (Tumpa!)» en The Ernie Kovacs Show. A finales de agosto de 1956, asistió por 2 semanas a la Exposición Internacional en República Dominicana para dar conciertos. Luego regresó en setiembre de 1956 para Los Ángeles. El 20 de octubre de 1956, cantó nuevamente en la emisora Hollywood Music Hall. El 21 de octubre de 1956, se anunció que Súmac, llamada como «el fenómeno rango vocal de la presente era», había terminado de filmar Omar Khayyam y se le agendó para una gira internacional de 7 meses en Europa y Sudamérica, resaltando 20 fechas en Grecia, invitada por el rey Pablo I de Grecia y la reina Federica de Hannover. El 4 de noviembre de 1956 fue elegida como la anfitriona del Concurso Pebble Beach en Monterey, California, patrocinado por el Sports Car Club of America. Entregó los trofeos y nombró a los ganadores. El 8 de noviembre de 1956 debutó como actriz de televisión en el quinto episodio de la tercera temporada de la serie Climax! de la CBS. El capítulo se llamó Flight To Tomorrow (Vuelo Al Mañana) y se trató de un copropietario de un pequeño servicio de aerolínea que planea fingir un accidente aéreo para robar el dinero de un casino. El elenco está formado por Richard Alen, Steve Forrest, Cedric Hardwicke, entre otros. El personaje de Súmac es latino y se llamó Maria Santez. Se publicó el libro de los World Record Guinness de 1956, Yma Súmac obtiene el récord del rango más extenso de la música. En 1956, la vocalista regresó de México a los Estados Unidos y se negó a responder a la prensa con respecto a la polémica de su ex secretaria.

El 12 de enero de 1957, se lanzó su quinto álbum Legendo of the Jivaro. Se dice que fue grabada con las mismas tribus indígenas Shuar. El 17 de enero de 1957, Vivanco confirmó en el juicio haber tenido intimidad con la exsecretaria Maureen Shea. El juez lo declaró oficialmente como padre de unas gemelas extramatrimoniales. El 23 de abril de 1957, Súmac fue con tres detectives a su casa en Los Ángeles para llevarse sus cosas tras haber presentado la demanda de divorcio a Vivanco. También lo acusó de maltrato psicológico después de tener una fuerte discusión conyugal días atrás. El evento terminó en medio de golpes, gritos, insultos y demás, convirtiéndolo en el mayor escándalo de toda su carrera. El 23 de agosto ede 1957 se estrena The Life, Loves and Adventures Of Omar Khayyam, la segunda película de Hollywood de Súmac con Paramount Pictures, dirigido por William Dieterle y teniendo como elenco a Cornel Wilde, Debra Paget, Raymond Massey, entre otros. El personaje principal está basado en el histórico matemático y poeta persa Omar Jayam, pero el guion sería ficción. Está ambientada en el siglo XI y trata sobre su amor Sharain, quien es tomada como esposa por el Sah, el monarca de Persia (actualmente Irán). Omar termina con el corazón roto. Se crea alrededor un conflicto bélico en medio de asesinatos, traiciones y decepciones amorosas. El personaje de Súmac es Karina y es la confidente de la princesa Sharain. Súmac interpretó «Lament» de su álbum Legend of the Sun Virgin y una nueva canción llamada «Take My Heart». El 25 de agosto de 1957, Súmac estuvo de gira por Europa. En setiembre de 1957 llega a Francia. Cantó «Chuncho» junto a Vivanco a la guitarra y posteriormente festejó su cumpleaños número 35, en compañía del músico y Papuchka en París, mostrando una reconciliación entre la pareja artística. El 6 de noviembre de 1957, ya estando en Estados Unidos, Súmac se presentó en el programa de TV de Patti Page, The Big Record, a las 7 p. m. Durante 1956 y 1957 dio conciertos en
México por el 25° aniversario del cine sonoro local. En 1957 también interpretó en vivo por la televisión de dicho país. El 5 de enero de 1958, la cantante brindó otra presentación transmitida por televisión en el Cabaret Parisien del Hotel Nacional de Cuba (celebridades como Frank Sinatra, Walt Disney, Marlon Brando, María Félix y demás, se han presentado y hospedado en dicho establecimiento) El 17 de julio de 1958 se estrenó la cuarta película en la carrera de Súmac, Música de siempre, hecha en México, dirigida por Tito Davison y escrita por Alfonso Patiño Gómez. Tiene como elenco a Édith Piaf, Agustín Lara, Amália Rodrigues, Libertad Lamarque, entre otros. Este largometraje de género musical es de los primeros en la historia mexicana en filmarse a color. La historia se desarrolla dentro de una serie de actos musicales interpretados por reconocidos artistas latinoamericanos e internacionales. Súmac cantó «Chuncho». El 12 de octubre de 1958, Capitol Records hizo una oferta de promoción de los discos de sus artistas, resaltando entre los más destacados a Voice of the Xtabay, entre otros álbumes de Frank Sinatra, Nat King Cole, Peggy Lee, Guy Lombardo, Ray Anthony, etcétera. En 1958, Súmac fue portada de la revista italiana Domenica Quiz, también se presentó en la televisión cubana y dio conciertos allí.
El 13 de abril de 1959 se lanza su sexto álbum de estudio y último lanzamiento con Capitol, Fuego del Ande, es el primero en sonido estéreo, contiene varias canciones compuestas por diferentes artistas, como Chabuca Granda, Carlos Valderrama Herrera, Jorge Bravo de Rueda, Vivanco y demás. Billboard le dio 4 estrellas de 5, en la categoría de Especialidad, considerándolo un disco folclórico, resaltaron la versatilidad vocal de Súmac, mencionando sus velocidades y coros, denominándolos un arte. Lo señalaron como un excelente potencial con esta oferta de gran atractivo. El disco debutó fuera de los 25 primeros puestos de los álbumes más vendidos en Estados Unidos. El 29 de julio de 1959, como parte de su gira sudamericana, festejó las fiestas patrias peruanas dando un concierto en Lima. En agosto de 1959, Súmac viajó a Piura y en medio del frío y del viento dio un concierto en el Estadio Miguel Grau, junto a Vivanco y Cholita Rivero, reviviendo el Inca Taky Trio de los años 40. Multitud de gente esperó a la pareja artística Súmac-Vivanco en las afueras del hotel en la Plaza de Armas de Piura. Súmac durante su visita se reunió con Óscar Avilés, Panchito Jiménez y Humberto Cervantes en el evento Fiesta Criolla. El 8 de agosto de 1959, la portada de El Pueblo puso a Súmac de portada con el título de «Visitante no grata», refiriéndose a su visita en Arequipa. El diario afirmó que fue un desacierto que viniera y aún mayor que lo hiciera en Arequipa. Exigió que no se le ceda el Teatro Municipal para sus conciertos programados. El Deber resaltó negativamente su cambio de nacionalidad de la peruana a la estadounidense. La gira musical continuó en Cuzco, la prensa local expresó que Súmac quería conocer el legado histórico incaico cuzqueño. Los medios consideraron que a pesar de que Súmac ya no tiene la nacionalidad peruana, sigue siendo «hija del sol» y de «ascendencia incaica». Luego siguió Arequipa, pero contrario a Piura y Cuzco, el pueblo arequipeño recibió al dúo artístico con rechazo, lleno de silbidos y gritos, convirtiéndolo en un desagradable suceso controversial. El motivo fue por la nacionalización estadounidense de Vivanco y Súmac. En 1959, Maya Plisétskaya conoció a la cantante en Hollywood.

### 1960-1969:Recital,tourmundial y regreso a los Estados Unidos
En marzo de 1960, Súmac estuvo de vacaciones en Madrid. El 3 de abril de 1960 se presentó en el programa británico Sunday Show. En esa misma fecha asistieron también Des O'Connor, Molly Picon, The King Brothers, Dennis Spicer, entre otros. El 2 de agosto de 1960 se le concedió a Súmac una estrella de la grabación en el Paseo de la Fama de Hollywood por sus logros en la industria de la música, siendo la primera cantante latinoamericana y única artista peruana en recibir este galardón. El 15 de setiembre de 1960 se estrena la película mexicana Las Canciones Unidas, quinto largometraje de Súmac, dirigida por Chano Urueta, Julio Bracho, Tito Davison y Alfonso Patiño Gómez. Tiene de elenco a Lola Beltrán, Miguel Aceves Mejía, Florencio Castelló, Julián de Meriche, Casandra Damirón, entre otros. La historia trata sobre un delegado mexicano de la Organización de las Naciones Unidas que propone conocer la música y el folclor de cada país participante en la ONU, por lo que se decide unir las tradiciones y culturas de todas las naciones integrantes en un número musical presentado en la asamblea. Súmac interpretó «Virgin of the Sun God (Taita Inty)». En 1960 fue portada de la revista polaca Nova Wies, también se le dedicó un artículo entero en una revista israelí. Desde noviembre de 1960 hasta mayo de 1961 hizo una exitosa gira de conciertos en la Unión Soviética, pues fue invitada por el primer ministro soviético, Nikita Jrushchov, quien se autoproclamó como su «fan», y originalmente se programó hacer conciertos durante 2 semanas, pero finalizó en 6 meses. Vendió entre de 20 y 70 millones boletos de 186 conciertos en 40 ciudades, presentándose mayormente junto a Vivanco y compartiendo escenario con Rivero en dos canciones. Cantó en el Conservatorio de Moscú, Teatro Bolshói, entre otros prestigiosos lugares soviéticos, incluyendo estadios. Súmac fue filmada en concierto en vivo en Moscú e interpretó junto a la Orquesta Sinfónica del Teatro Bolshói los temas «Chuncho», «Ataypura!», «Taita Inty», «Goomba Boomba», «Noches de Moscú», «Kon Tiki», «Kuyaway», «Cueca Chilena», «Montana», entre otros. Conoció a los compositores Dmitri Shostakóvich y Aram Jachaturián. El 30 de enero de 1961, Súmac y Vivanco conocieron a Sergei Obraztsov. El 1 de febrero de 1961, Súmac asistió en compañía de Vivanco y Papuchka a un evento en el House of Friendship en Moscú. En 1961, fue tal la adoración de Nikita hacia Súmac que este ordenó pagarle medio año de honorarios en divisa extranjera. El astronauta soviético Yuri Gagarin (primera persona en llegar al espacio) regaló sus medallas a la cantante. Posteriormente, bajo el sello Electrocord, lanzó Recital, su primer y único álbum en vivo, fue grabado en un concierto en Rumania con la Orquesta Nacional de la Radio Rumana. La orquesta fue dirigida por el rumano Sile Dinicu y Vivanco. En este disco está registrado su triple coloratura en vivo. El 7 de agosto de 1961 viajó a Lima, Perú. Entre los años 1960-1961, tras la imponente presencia de Súmac en la Unión Soviética, la orquesta electrónica rusa dirigida por Vyacheslav Meshcherin, grabó un disco llamado Fantasía sobre temas peruanos, donde el theremín, tocado por Konstantin Kovalsky, interpretó las vocales de Súmac en «Virgin of the Sun God (Taita Inty)». Se le creó un videoclip con un estilo inusual para la época.
En 1962, estuvo de nuevo en la URSS para participar en la banda sonora de la película soviética de ciencia ficción Planeta Bur (El planeta de las tormentas), que fue estrenada el 14 de abril de 1962, dirigida por el ruso Pavel Klushantsev, tiene como elenco a los actores soviéticos Vladimir Yemelyanov, Yuriy Sarantsev, Georgiy Zhzhonov, entre otros. La historia trata sobre unos astronautas que llegan al planeta Venus y llegan a estar en peligro por los monstruos que habitan allí. El canto peculiar de Súmac le dio el toque de misterio, alienígena y místico. En 1962, Súmac también visitó Uzbekistán, y en un evento social junto a Vivanco y Papuchka, conoció a Mukarram Turgunbayeva, una coreógrafa, bailarina y directora artística del Conjunto de Danza Folclórica de la República Socialista Soviética de Uzbekistán. Súmac y Turgunbayeva construyeron una amistad. Para el 1 de abril de 1962, Súmac ya estaba de vuelta a Los Ángeles. El 6 de octubre de 1962, Súmac se presentó en un evento benéfico de la Unicefsituado en el Palacio Düsseldorf Kongress de Alemania. Allí conoció a Marlene Dietrich, quien expresó su admiración hacia Súmac, e incluso Dietrich le pidió su opinión sobre su rendimiento en el canto. También se encontró con las sopranos operísticas Anneliese Rothenberger y Lisa Della Casa. Otras estrellas internacionales como Pat Boone, Charles Trenet, Connie Francis, etcétera, estuvieron presentes en la celebración. En 1963, Súmac se presentó en Japón e interpretó «La Pampa y La Puna» en el teatro The Mikado, Tokio. También cantó en el Tokyo American Club. Luego fue a Alemania y dentro de su repertorio estuvo «Montana». En el transcurso de 1963 siguió haciendo giras internacionales. Durante 1960-1963, los medios estadounidenses comparaban frecuentemente a Súmac con la novedosa cantante israelí Hanna Ahroni por sus destacadas 4 octavas. El 8 de febrero de 1964, a las 9:30 p. m., Súmac se presentó en el programa de TV estadounidense The Hollywood Palace, conducido por Gig Young e interpretó las canciones «Kuyaway (Inca Love Song)» y «Earthquake! (Tumpa!)», precisamente de sus dos álbumes más exitosos en Estados Unidos. También asistieron The Mills Brothers, Buddy Hackett y Dorothy Collins. El 10 de febrero de 1964 fue esperada la llegada de Moisés Vivanco a Colombia, ya que Súmac tuvo programada una gira en dicho país. El 15 de febrero de 1964, la cantante llegó a Bogotá y declaró a El Tiempo que incluyó música folclórica colombiana en sus conciertos agendados. El 17 de febrero de 1964 cantó en el Teatro Colón con la Sinfónica Promúsica en Bogotá. El 20 de febrero de 1964 se presentó en Medellín y el 22 de febrero de 1964 en Cali,considerándose «uno de los mayores acontencimientos artísticos de principio de año», agotando todos los boletos. El 24 de febrero de 1964 hizo una última función en Bogotá en el Teatro Colombia como un adicional por la alta demanda en dicho país. El 14 de abril de 1964 fue a Lima, Perú para visitar a su madre. En 1964 durante su visita en el Perú, en el Rímac, fue entrevistada junto a Vivanco por el periodista soviético Vitaly Kobysh.
El 2 de febrero de 1965, Súmac permaneció aún en el Perú y asistió a la ceremonia televisada a color del Miss Perú Universo. En 1965, Súmac durante su estancia en el Perú fue víctima de críticas y rechazos por parte de los sectores puristas por las fusiones musicales y la mezcla entre culturas en su carrera, denominándola como «traidora de la tradición musical folclórica», por lo que piensa volver a los Estados Unidos y decide separarse totalmente de Vivanco. El músico se fue a radicar a Madrid para evitar los conflictos de los impuestos estadounidenses. El 21 de marzo de 1965, la intérprete declaró a Associated Press que regresará a los EE. UU. La soprano reveló al medio que se sentía optimista con respecto a su regreso a Estados Unidos, ya que suele ser «tratada muy bien en cualquier otro lado del mundo». Reveló que su registro de voz siguió intacto, y que aprendió a tener más «control» sobre su voz. Finalizó declarando que sus viajes por el mundo le trajeron de cerca música de todo tipo, como el folclor, el ópera, lo semiclásico, y que deseaba cantar todos esos géneros sin intereses comerciales. El 6 de agosto de 1965 se presentó en el evento South American Fiesta en el Hollywood Bowl y por primera vez «sin Vivanco», acompañada de 40 bailarines e instrumentalistas de los andes. Pocos días después hizo 5 conciertos en Santa Barbara, California. Posteriormente tomó un descanso y viajó a Perú y durante una noche cantó en dúo «La Pampa y La Puna» con el tenor Fortunato de Orbegoso en el centro de la ciudadela Tschudi en Chan Chan, Trujillo para recaudar fondos de la restauración de las antiguas ruinas, también interpretó «Vírgenes del Sol» y «Ataypura!». El 1 de octubre de 1965 admitió en una entrevista haberse aferrado a su «come back» en Estados Unidos, poniéndose «nerviosa» e «insegura» mientras daba su presentación interpretando «Clair De Lune», al grado de temblarle las piernas. «¡Que continúe la moda de los vestidos largos!», enfatizó. La crítica la favoreció llamándola como «belleza exótica» y nombrándola «la legendaria voz Súmac». El 16 de octubre de 1965, Súmac declaró a Associated Press que seguirá haciendo giras por el resto del planeta. «Nunca podría dejar de cantar en ningún lugar del mundo. La gente de todos los países ama la música y a mí me encanta cantar en todas partes», exclamó la soprano. En esa misma ficha se presentó en Montreal, Canadá y continuó su gira durante un mes en San Juan de Puerto Rico, Denver, Chicago y Nueva York en Estados Unidos.
| A sus 43 años, Súmac ha desarrollado más poder y más control sobre su inmensa voz, sin tener que sacrificar la flexibilidad que la caracterizaba en sus primeras apariciones internacionales a finales de los años 40. Su regreso al Hollywood Bowl fue como deseó, dicho por ella misma. Ya tiene conciertos agendados por todo Estados Unidos —Santa Cruz Sentinel, 1 de octubre de 1965 |

Associated Press anunció que en febrero de 1966, la cantante se presentó en el Centro de Música de Los Ángeles con la Orquesta Filarmónica de Los Ángeles bajo la dirección de Zubin Mehta. El 27 de octubre de 1966, Súmac participó como jueza junto a Henry Mancini, Pedro Vargas, Horst Jankowski y demás en el concurso musical internacional Festival de Río en Brasil. En 1966, Secret of the Incas estuvo transmitiéndose con frecuencia en la televisión estadounidense. El 30 de marzo de 1967, Súmac se presentó en el programa británico Panorama de la BBC a las 4 p. m. El 11 de abril de 1967 asistió al Gypsy Rose Lee Show a las 4:30 p. m.. El 15 de mayo de 1967 pasaron en Estados Unidos un documental televisivo sobre Súmac, titulado Yma Sumac, Women of Peru en el programa Wonderful World of Women. El 15 de julio de 1967 estuvo presente en el Los Angeles Memorial Coliseum, en una ceremonia de premios deportivos hecho por el National Professional Soccer League, después del partido de fútbol estadounidense. El 25 de agosto de 1967, a las 8:30 p. m., cantó de nuevo en el Hollywood Bowl como invitada estrella del evento «El Bowl A Lo Latino». También se apreció la presencia de Lola Beltrán, Alfredo Sadel, Antonio Prieto, Los Indios Tabajaras, Thee Midnigters, y demás. El 16 de setiembre de 1967, reportaron desde Francia que Capitol Records fue altamente popular allí por sus máximas estrellas como Súmac, Frank Sinatra, Peggy Lee, Nat King Cole, Dean Martin, entre otros. Igualmente en Bélgica por Súmac, Billy May, Ray Anthony, The Kingston Trio, June Christy, etcétera. El 18 de setiembre de 1967, presentado por Bill Burrud, en Estados Unidos volvieron a transmitir Yma Sumac, Women of Peru. El 21 de abril de 1968, Súmac, junto a Ricardo Montalbán, protagonizó un evento benéfico a favor de la juventud en Los Ángeles. En junio de 1968, Súmac se presentó en el nightclub Chequers en Sídney, Australia. A comienzos de 1969, el sello London Records asistió a un concierto de Súmac en Nueva York y le ofrecieron grabar un nuevo disco con música más moderna. El 30 de agosto de 1969, Record World anunció, resaltando sus cinco octavas, su regreso a los estudios de grabación en Nueva York. El 28 de noviembre de 1969 estuvo presente en el talk show de Della Reese, después de Louis Nye.

### 1970-1997:Miracles,«semi-retiro» de la música y posterior «comeback»
El 13 de junio de 1970, Súmac se presentó en el Rosey Grier Show, antes de Eloise Daniels y Ron Code. El 16 de agosto de 1970 cantó en un evento hecho por Ricardo Montalban en el Hollywood Bowl para recaudar fondos en beneficencia de artistas latinoamericanos en Estados Unidos. También participaron Frank Sinatra, Dionne Warwrick, José Ferrer, Herb Alpert, Andy Russel, José Feliciano, entre otros. En setiembre de 1970, Súmac encabezó, junto a Tom Hernández, un evento de 3 días de celebración por la independencia de México en San Bernandino, California. El 15 de enero de 1972, Billboard y Record World consideraron que London Records lanzaría futuros éxitos para 1972 con Súmac y nuevo álbum Miracles, El 11 de febrero de 1972, London Records estuvo promocionando Miracles en Nueva York. El 27 de febrero de 1972 se estrenó, a través de la cadena televisiva ABC, su última película y primer telefilme, Fol-de-Rol, de género de comedia y fantasía, dirigida por Tony Charmoli, escrita y producida por Sid y Marty Krofft. Tuvo como elenco a Mickey Rooney, Ricky Nelson, Cyd Charisse, Ann Sothern, entre otros. Súmac cantó e interpretó diferentes personajes. El 18 de marzo de 1972 se lanzó su séptimo y último álbum de estudio, Miracles, con el sello London Records. Con este álbum regresó oficialmente a la música e incursionó al rock. Súmac interpretó por primera vez el famoso «El cóndor pasa». Billboard consideró al álbum en la categoría de Billboard Spotlight y denominó a la voz de Súmac como «octava maravilla del mundo». El 8 de abril de 1972, Miracles debutó al puesto 205 en Estados Unidos, siendo la entrada comercial más baja de toda su carrera. Posteriormente salieron a la luz polémicas acusaciones de usurpación y estafa hacia el productor Les Baxter, en conflicto con el álbum Miracles, por lo que la disquera y Súmac tuvieron que demandarlo judicialmente. La cantante tampoco estuvo de acuerdo con la portada del disco. Finalmente, Miracles se retiró permanentemente del mercado, gracias en parte a la insistencia de la soprano. Se habló de un segundo disco con el sello London, pero por todo lo sucedido fue cancelado. El 22 de abril de 1972, el álbum sale del listado de éxitos estadounidenses después de 5 semanas consecutivas dentro de él. A mitad de 1972, Súmac viajó a Lima e hizo un contrato para una gira musical con el conjunto folclórico peruano Los Violines de Lima y con la banda peruana de rock Los Dacios, conformada por 4 músicos peruanos. Interpretaron «El cóndor pasa» y demás canciones de Miracles. El tour empezó en Chimbote, abarcando el norte, sur y la selva de Perú, incluyendo Chile y Colombia, durante 4 meses. El 11 de diciembre de 1972 dio una conferencia de prensa en el Salón de las Américas del Gran Hotel Bolívar en Lima. Súmac, fastidiada por preguntas personales, preguntó a un reportero: «¿Usted es periodista?» y este respondió: «Perdón, yo soy argentino». Súmac, anunció sobre un ensayo para una presentación debut en el Teatro Municipal de Lima y afirmó lo siguiente: «el debut es como si volviera a empezar». También dio a conocer un proyecto de formar un grupo folclórico de artistas peruanos para hacer giras internacionales y de su propósito de mudarse permanentemente a Perú. Para marzo de 1974, Súmac siguió viviendo en Lima por los conflictos con los impuestos en Estados Unidos. En marzo de 1975 se presentó en The Town Hall en Nueva York y fue allí donde conoció a su último mánager, Alan Eichler, el mismo quien declaró nunca haber «superado» ese concierto. Variety exclamó: «Nunca hubo una voz como ésta y nunca la habrá otra vez». En 1976, Súmac desapareció totalmente del ojo público, llamándolo como un «semi-retiro» y afirmó que descansó en Perú España y en Los Ángeles «por 15 años», ya que no quiso saber nada sobre el mundo del espectáculo y que buscaba recuperarse de su salud pues sintió cansancio por tantas giras internacionales. Durante este tiempo estuvo componiendo nueva música en inglés, grabando las melodías apenas «se les ocurría en la cabeza» y haciendo la letra con un arreglista. En 1979 su madre falleció en Lima. En los años 70, Súmac y Vivanco vendieron su casa de Los Ángeles por su conflicto con los impuestos estadounidenses. En 1980, Súmac descubrió un santuario y refugio para animales de vida silvestre en Los Ángeles,donde cuidó de diferentes especies.

Súmac en un concierto en Berlín (1991)

Entre 1983 y 1984, Bay Area Reporter publicó artículos comparando a Súmac con Nina Hagen, Yoko Ono y Diamanda Galás por el estilo de cantar. A finales de 1983, Súmac estando en Perú recibió una carta del productor estadounidense, Alan Eichler, para ser invitada y persuadida de venir a Los Ángeles durante 1 semana para dar un concierto a «modo de prueba». La cantante accedió ir a Estados Unidos para verificar su propuesta. En primera instancia, Súmac rechazó la idea porque el lugar era «muy pequeño» y por no tener una «orquesta de 150 instrumentalistas como en Bolshoi». Posteriormente reflexionó en su apartamento y concluyó en que «el mundo del espectáculo está cambiando» y que ya debería de empezar a «trabajar», aceptando la propuesta de Eichler. A inicios de 1984, Súmac brindó una entrevista al semanario LA Weekly, en donde fue portada con el título de «El regreso de la legendaria virgen del sol», realizando un concierto en el Vine Street Bar & Grill de Hollywood, como regreso a los escenarios, obteniendo una audiencia más joven sin la fastuosa producción de antes, la misma con la que fue planificada en un inicio por Eichler. El 8 de abril de 1984, Súmac hizo la última de las 3 presentaciones en dicho local. También cumplió otra fecha en The Cinegrill de Hollywood. Incluso llegó a interpretar en vivo en programas de TV como The Merv Grifin Show y The Tonight Show Starring Johnny Carson. El 20 de abril de 1984, La Opinión publicó que la cantante durante su descanso ya había escrito miles de canciones «a su estilo» y con arreglos musicales de rock and roll y jazz, sin olvidar sus raíces peruanas. A finales de 1984, Súmac dio una entrevista para el programa radial Desert Island Discs de la BBC Radio 4. En 1985 brindó otros conciertos en el Vine Street donde interpretó algunos de sus nuevos temas en inglés y otros de sus álbumes con Capitol Records. El 8 de febrero de 1987, Súmac inició un conjunto de conciertos de 3 semanas en The Ballroom de Manhattan, siendo muy publicitado ante los medios, agotando todos los boletos. Fue su primera aparición en Nueva York en 13 años.  El 20 de febrero de 1987, Súmac declaró a The New York Times que compuso más de «5 mil canciones». Posteriormente hizo 5 presentaciones en Los Ángeles. El 26 de febrero de 1987 se presentó en Late Night with David Letterman. El 2 de marzo de 1987 reveló a The Washington Post que tuvo un «tremendo éxito» con sus conciertos y que «todas las grandes estrellas del rock and roll» estuvieron en su espectáculo. «Eres nuestra inspiración. Aprendimos muchas hermosas cosas con tus canciones donde imitas a las aves», mencionó que le dijeron. «Son estrellas muy famosas del rock and roll, pero no dije que no les conocía porque no quería hacerles sentir mal», afirmó.El 9 de abril de 1987, la cantante compartió la recaudación de los boletos de las últimas funciones de El secreto de los incas para combatir el VIH. El 3 de mayo de 1987, Santa Cruz Sentinel afirmó que Alan Eichler estuvo viendo por un contrato para Súmac en Las Vegas y que Capitol Records relanzó sus discos. Cada fin de semana de agosto de 1987 ofreció conciertos en el Theatre On The Square de San Francisco.
Al mismo tiempo se confirmó que Voice of the Xtabay mantenía el récord de ser el álbum más antiguo en seguir lanzándose al mercado. El 13 de agosto de 1987, Bay Area Reporter confirmó que Nina Hagen y Kate Pierson de The B-52's consideraron a Súmac como una «inspiración». En diciembre de 1988 se lanzó Stay Awake con versiones de temas de películas de Disney, donde interpretó «I Wonder» de La bella durmiente y durante la grabación conoció a Ringo Starr. El 11 de marzo de 1989 se volvió a presentar en The Ballroom de Manhattan. El 29 de agosto de 1991 se estrenó el documental biográfico Yma Sumac - Hollywoods Inkaprinzessin en Alemania. En 1991 se presentó en el Theather des Westens. En enero de 1995, Súmac cantó en el Opera House de San Francisco. El 6 de junio de 1996 dio un concierto en el Great American Musical Hall del mismo condado. Tampa Bay Times afirmó que la intérprete siguió haciendo giras en 1997. Específicamente realizó conciertos en el Montreal Jazz Festival en junio de 1997.

### 2000-2008: últimos años
A inicios del nuevo milenio, Súmac se compró un apartamento valorizado en casi 300 mil dólares en Miami. El 2 de mayo de 2006, después de tres décadas de alejamiento y con 84 años de edad, retornó a Perú gracias a la iniciativa de Miguel Molinari (crítico y promotor cultural y que en entonces se emitió en TV Perú) para recibir una serie de condecoraciones del Gobierno, autoridades y organizaciones culturales. La soprano permaneció durante quince días en su país natal, visitando Cuzco y Machu Picchu. Su regreso es considerado uno de los eventos mediáticos más grandes en la historia de Perú. En febrero de 2008, Súmac fue diagnosticada con cáncer de colon y luchó durante 8 meses contra éste, falleciendo un sábado 1 de noviembre de 2008 a los 86 años en un centro de vida asistida en Los Ángeles, teniendo un deceso «pacífico» y rodeada de sus seres con más cercanía. El funeral fue privado a pedido de la cantante y sus parientes, siendo inhumada en el Hollywood Forever Cemetery en Hollywood donde pasó 60 años de su vida. Su fortuna y derechos de autor musicales fueron heredados por Papuchka Vivanco y sus pertenencias artísticas se quedaron con su último asistente personal.

## Arte y crítica especializada

### Música
Su estilo de música es considerada adelantada a su tiempo, innovadora, «extraña» y era inclasiflicable pues mezclaba los ritmos latinos, el canto tradicional, lo orquestal y lo operístico en uno solo. Su música se caracterizó en la fusión de los géneros y estilos musicales, con el aporte de los instrumentalistas Les Baxter, Moisés Vivanco y Billy May, quienes marcaron su carrera por las mezclas entre el folclor y el canto lírico con el pop de los cincuenta, como el mambo, el jazz, el lounge, el «exotica», el rock and roll, en 1972 nuevamente con el rock y en 1991 con el dance. La revolución de hacer un híbrido entre la música folclórica y comercial solo se le atribuye a artistas actuales, cuando Súmac y su séquito lo hicieron 70 años antes, todo sumado con el misticismo de la naturaleza, su personificación de las aves y la difusión del quechua, junto a la leyenda del imperio inca, que hizo a su arte fuera de lo común, «bizarro» y exótico. Súmac afirmó que logró triunfar «después de estudiar mucho la psicología occidental, de comprender su interés comercial» y que por lo tanto tuvo que «adaptarse» a estas sociedades para poder difundir exitosamente la música peruana, ya que consideraba que lanzar dichas composiciones tal y como están era destinarse al «fracaso».
Sin embargo, diversos sectores intelectuales se expresaron en contra de esta innovación artística, indígenistas como José María Argüedas, consideraban que su propuesta «deformaba» el folclor peruano, e insistieron a la vocalista en cantar géneros más «puros». La soprano se defendió de dichas acusaciones afirmando que su arte tiene «base peruana y sus motivos peruanos», que, junto a más compositores, se tuvieron que «estilizar» y «adaptar al gusto moderno y darle acentos especiales». «Es música peruana con armonías modernas», expresó, y que por ello, los públicos internacionales apreciaron y se entusiasmaron por «el ambiente que brindaba las grandes orquestas a las sinfonías, unas tonalidades recias y sentimentales y a través de las cuales estaba siempre viva el alma peruana».

### Voz
| Ella trina como un ave en las regiones más altas, ulula como un búho en los registros más bajos, produce pasajes de coloratura como campanas en un minuto y exóticos tonos oscuros de contralto después —Los Angeles Times, 1955 |

Súmac aplicó efectos en su cantar como gruñidos, la voz engolada, susurros y aparentes registros de silbidos, gracias a sus extensas 5 octavas de rango vocal, aunque otras fuentes señalan que podía alcanzar hasta la octava o novena octava, lo que le permitió hacer notas graves desde barítono hasta agudos de soprano, emulando también sonidos de las aves, de la jungla y de la naturaleza en general. Se dice que la vocalista aprendió a cantar por su cuenta, sin ayuda técnica, durante su niñez en Cajamarca con la naturaleza y el reino animal. Moisés Vivanco afirmó que la razón de su «inusual» voz era porque «sus cuerdas vocales estaban muy separadas de acuerdo a los rayos x». En 1987, The Washington Post publicó que «en una inclinación más científica» su registro de voz fue atribuido por las altas altitudes peruanas, las cuales hicieron que «desarrollara un pecho ancho y una potencia pulmonar excepcional». En los cincuenta, la crítica comentó que «le faltaría someterse a una labor académica, bien sea para cantar música peruana típica, ya para interpretar académicamente, óperas de calidad, como convendría a tan admirable garganta». La cantante también declaró a los medios que «el secreto es comer lo necesario para mantener la voz fuerte». La musicología afirmó que su voz era tan extraordinaria que se concluía que algo así solo se escuchaba en el pasado, en civilizaciones tan antiguas como Babilonia, dándole el título de «La voz del pasado». Los medios la comparaban constantemente con Erna Sack, Lily Pons o Marian Anderson, destacando que el rango de Súmac era aún más extenso. 

## Cultura popular y legado musical

### Televisión y cine
En 1978, Val Kilmer (quien interpretaba en ese entonces a Jim Morrison en la película biográfica de The Doors) conoció a Bob Dylan en una fiesta de los premios Óscar y le preguntó si era fan de Yma Súmac. En 1984, Matt Groening, creador de Los Simpson, entrevistó a Súmac y confesó ser su fan. En 1998, su tema «High Andes! (Ataypura!)» apareció en la película El gran Lebowski de Joel e Ethan Coen. En 2002, «Gopher» apareció en Confesiones de una mente peligrosa de George Clooney y protagonizada por Drew Barrymore. En 2009, «Malambo N°1» abrió el AFI Life Achievement Award, en homenaje al actor Michael Douglas. En marzo de 2020, la serie transmitida por Netflix, Better Call Saul, reprodujo «Chuncho» en una peculiar escena. En octubre de 2020, «Drumdown Mambo» (un remix de «Gopher») del DJ Wethan, fue usado para el comercial mundial del iPhone 12. En octubre de 2021, la película Sin tiempo para morir de James Bond reprodujo «Incacho» con la presencia de Bond. En octubre de 2021, «Drumdown Mambo» sonó en la entrada de la cuarta temporada de la serie juvenil de Netflix On My Block. El 13 de febrero de 2022, antes de darse el espectáculo de medio tiempo del Super Bowl LVI, se escuchó «Gopher» en el comercial de la marca Gillette. El 5 de abril de 2022, la versión polaca de ¿Quien quiere ser millonario?, incluyó en sus preguntas a Súmac, cuya respuesta fue «El Ruiseñor de los Andes».

### Música
Un gran sector de la industria musical han reconocido su influencia, como el francés Bernard Lavilliers, quien reconoce las influencias musicales «latinas» de los discos de Súmac que sus padres le habían dado en los años cincuenta, la canadiense K. D. Lang, quien admitió tenerla como inspiración por su música clásica, el estadounidense Frankie Valli de The Four Seasons, cuyo falsete se basó en el de la cantantey Bob Dylan, el cantautor afirmó ser admirador de Yma Súmac en 1978. En la década de los ochenta, otras artistas como Cindy Lauper, Yoko Ono, The B-52s y Nina Hagen, admitieron inspirarse en Súmac y de admirar su último trabajo discográfico Miracles (1972). En 1987, The Washington Post resaltó a Súmac como la precursora de Diamanda Galás y Hagen. También fue citada por la cantante Vanessa Paradis en el tema «Joe le taxi» en 1987, y en 2019 por el español Guille Milkyway, quien tiene una canción titulada: «La Nueva Yma Súmac». En agosto de 2021 se lanzó el sencillo «Yma Sumac» del grupo peruano Crónica de Mendigos. La vocalista lo interpretó al modo bel canto soprano y fue producida con fusiones musicales entre el folclor andino y la música pop moderna. La carrera de esta banda está fuertemente inspirada por las mezclas de género en su música, creando su propio subgénero post-folklore. En noviembre de 2021 se lanzó el videoclip «Moon River» de la cantante soprano estadounidense de origen peruano Scarlet D' Carpio, donde fusionó el jazz con la música criolla y utilizó un traje similar al que vistió Súmac en la película Omar Khayyam.En 2023, la ganadora de 10 Premios Grammy, Chaka Khan (considerada la «Reina del Funk»), reveló en una entrevista que durante su infancia, su familia la hacía escuchar música de Yma Súmac, llamándola «la mujer ave»,señaló que «ella era capaz de cantar como cualquier ave del bosque».

### Teatro
Yma Sumac - The Peruvian Songbird fue una obra teatral australiana de 2019, basada en la biografía y carrera musical de la cantante. Protagonizada por la soprano australiana Ali McGregor, fue galardonada por un premio Helpmann a Mejor Interpretación En Vivo, dicho reconocimiento es uno equivalante a un premio Tony en Broadway de Estados Unidos. El espectáculo fue aclamado en el Sydney Opera House. En diciembre de 2024, volvió a interpretar la música de la obra junto a la Adelaide Symphony Orchesta.

### Literatura
En setiembre de 2022, el docente y literato peruano Elton Honores publicó su libro «El pájaro que se convirtió en mujer. Yma Súmac, la hija del Sol.», un análisis e investigación sobre Súmac, más allá de su voz.Desde marzo de 2023, la historiadora peruana Carmen Mc Evoy viene preparando un nuevo libro sobre Súmac y el músico Moisés Vivanco. La también diplomática reveló que será su primer proyecto histórico con un personaje femenino. Consideró a la cantante como una «épica de la choledad».

### Internet
El 13 de setiembre de 2016, Google la incluyó en su logotipo (doodle) del buscador como homenaje hacia sus 94 años de nacimiento. El hecho solo pudo ser presenciado en Estados Unidos y Sudamérica.

### Moda
Thierry Mugler reprodujo frecuentemente música de la diva peruana durante sus desfiles de pasarela de moda en París. El diseñador de moda francés tuvo la «fantasía» de hacer regresar a la cantante de su retiro temporal para que haga el final de una pasarela. Su idea consistió en hacerla salir de una simulación de un volcán y volar encima de un cóndor gigante después de varias repeticiones de imágenes alrededor de la Torre Eiffel. Durante el regreso a los escenarios de la soprano en el Ballroom de Nueva York en 1987, Mugler, entre bastidores, le propuso diseñarle nuevos vestuarios para sus próximos conciertos. Todd Oldham, diseñador de moda estadounidense, también asistió al recital y admitió ser un admirador de Súmac. Para la edición de setiembre de 2021 de la revista Vogue México y Latinoamérica, la modelo internacional de Perú, Juana Burga, posó, y lució trajes, peinados y joyas inspirados en la vocalista para una sesión fotográfica. En el spot pusieron un versión moderna de «Taki Rari». En octubre de 2021, en la apertura del evento de moda de la línea de lencería de Rihanna, Savage X Fenty, la cantante afroestadounidense Jade Novah interpretó «Chuncho» y «Gopher», siendo este último el que protagonizó la apertura en su totalidad, en medio de una gran coreografía, vocales originales de Yma Súmac y cambios escénicos, mientras desfilaba la supermodelo de los 90 Cindy Crawford. El 6 de abril de 2022, la revista mundial Elle publicó, en su portal cibernética, un artículo entero sobre Súmac y sus logros en su trayectoria.

## Vida personal y controversias
En 1940, Súmac usó el seudónimo artístico de «Imma Sumack» para despistar y rebelarse contra su madre, ya que esta estuvo en contra de su carrera como cantante. Emilia Castillo prefirió que su hija fuera maestra o pianista. Se dice que se encerraba en su habitación para cantar y que desarrolló su talento en cuanta oportunidad tuviera cuando fue llevada a un convento sin que sus padres se enterasen de su verdadera vocación. En 1941, tras presentarse exitosamente en la Pampa de Amancaes, Súmac logró una beca académica y estudió Psicología en el Instituto Santa Teresa (afiliado a la Universidad de Lima). El 6 de junio de 1942, a las 9 de la mañana, tras la insistencia de sus padres, Súmac se casó civilmente con Moisés Vivanco en Yanahuara, Arequipa. Solo permitieron que su hija estando casada pudiera hacer giras en el extranjero. No hubo ceremonia, ni boda, ni celebración. En 1946, medios canadienses calificaron a los ojos de la cantante como «extraños» y afirmaron que la bailarina boliviana Cholita Rivero era su «prima», sin compartir realmente algún parentesco. Súmac consideró a las relaciones sexuales como algo «nocivo y perjudicial» para su voz, antes y después de sus conciertos. Vivanco le fue infiel a Súmac con Yolanda «Cholita» Rivero mientras eran The Inca Taky Trio en Nueva York. En 1949, producto de esa relación extramatrimonial nació Papuchka Charlie Vivanco en Estados Unidos. Para evitar el escándalo, el niño fue firmado como hijo de Súmac y Vivanco. Rivero terminó siendo su «tía», cuando era la madre biológica. Para diciembre de 1953, la cantante ya había adquirido su residencia en Cheviot Hills, Los Ángeles y reveló a los medios que medía 1.57 metros, En 1954, la soprano declaró a la prensa que las frutas eran sus platos favoritos, y una periodista estadounidense que la entrevistó, afirmó que la vocalista era una «cosita encantadora» y que no podía creer que esa voz podía salir de ese «cuerpo tan diminuto», haciendo alusión a su estatura. En 1956, la artista declaró que amaba bailar. El 18 de abril de 1959 falleció el padre de Súmac, Sixto Chávarri, en Lima, Perú. El 13 de octubre de 1979, falleció su madre, Emilia Castillo, en su casa en San Isidro, Lima, Perú.
En el lapso de 1987-1991, Súmac afirmó que «descansó durante 15 años en Perú» tras decidir «semi-retirarse» del espectáculo en 1976. Caso contrario, su último asistente contradijo este hecho y declaró que estuvo en Los Ángeles, pero según otros reportes, también la pasó en sus otras casas en España y Perú. De acuerdo a todos los medios periodísticos, Súmac sólo estuvo fuera de los escenarios durante 8 años, desde 1976 hasta 1984. En 1984, un redactor de Los Ángeles dijo que los ojos de la intérprete eran verdes pero que «cambiaban de tonalidades según la luz que reflejan», también afirmó que era una amante de los animales. En dicha entrevista, Súmac declaró que a pesar de haber estudiado en un convento, no se consideraba una «fanática de la religión». La cantante admitió a The Washington Post en 1987 que era «muy tímida» detrás del escenario y que dentro de éste se convertía en «la artista». «Todo el mundo tiene dos personalidades, sabes. Si tenemos más que eso, pues padecemos de alguna enfermedad», declaró. También afirmó que ya se encontraba «exhausta» por haber viajado por todo el mundo. «La manera en la que canto es diferente. No tomo. No fumo. Debo comer saludable siempre. Y uso tanta energía que debo dormir 10 horas por noche. Pero cuando estoy de gira, debo levantarme para estar en el aeropuerto a las 6 de la mañana. Es muy, muy agotador», reveló. Durante sus recitales en un festival canadiense de 1997, Súmac declaró en inglés -con un aún acento peruano- que agradecía a Dios no tener todavía 70 años.

### Conflicto con los impuestos y nacionalización estadounidense

#### La detención migratoria en Estados Unidos en 1954
En la mañana del 6 de julio de 1954, Súmac llegó a Manhattan, Nueva York, acompañada de Papuchka Vivanco y Cholita Rivero, luego de finalizar la etapa europea de 7 meses de The Yma Sumac Concert Tour para cantar en el Washington Park. Al desembarcar del barco transatlántico en Isla Ellis, unos agentes de la policía se acercaron a Súmac para saludarla, pero terminaron arrestándola. Eran las autoridades estadounidenses de inmigración y el director no quiso explicar la razón de la detención. Estuvieron con ella durante una hora en el muelle  
y luego fue trasladada a un centro policial de Nueva York. Las autoridades ordenaron a Súmac a no dejar la ciudad para asistir a una audiencia judicial sobre cargos no revelados en su contra. Súmac en libertad condicional pudo ir al consulado peruano, pero este fue inútil en explicarle los motivos de su privación de su libertad. Vivanco había sido detenido el 15 de junio de 1954 al bajar del avión en Nueva York y fue dirigido al centro de inmigración de Isla Ellis, donde pasó la noche. El 13 de julio de 1954, la pareja en absoluta libertad, junto a su hijo Papuchka Charlie, dieron una conferencia de prensa. La cantante se mostró un poco asustada y preocupada, Vivanco con una sonrisa nerviosa. Súmac empezó declarando a los reporteros. Textualmente en español dijo: «Estoy muy contenta de estar aquí, puesto que yo trabajo y he hecho dinero, lo cual estoy muy grata de todo esto». Hizo una pausa y con una risa nerviosa insistió: «Qué más puedo decirle, que me siento muy feliz de vivir aquí, en los Estados Unidos». Luego un periodista estadounidense preguntó: «¿Cómo te sientes por los cargos?». Y Súmac en inglés respondió: «Bueno, lo sentí muy injusto, me he sentido mal, porque me gustaría saber cuál es la razón, cuál es el problema. Además de eso, he estado viviendo en este país por casi 9 años. Nunca hice nada malo en este país, no he matado, no he robado, nada». En medio, Vivanco también se rio de forma nerviosa. Súmac finalizó: «Pero yo no entiendo por qué». Vivanco declaró a la prensa que la detención fue una venganza por la «envidia profesional y laboral» de los «rivales» de Súmac. Exclamó que ya llevaba viviendo 10 años en Estados Unidos y que por lo tanto él ya era «estadounidense naturalizado». Aclaró que Papuchka había nacido en Estados Unidos y que Súmac deseaba nacionalizarse. Súmac dijo que «todo fue un error», se negó a hacer pública la razón de los cargos en su contra y anunció que viajaría a California para el 13 de junio de 1954.  

#### Proceso de nacionalización hasta 1955
El 26 de agosto de 1954, el matrimonio aprobó para obtener la ciudadanía en Estados Unidos. Vivanco fue el primero en hacerse estadounidense. Declararon de nuevo a la prensa con los documentos en mano, afirmando: «es el mejor país del mundo y estamos orgullosos y felices de convertirlo en nuestro hogar». El 7 de noviembre de 1954, el gobierno de California anunció que Súmac y «su representante» no pagaron impuestos de 23 mil dólares actuales en sus conciertos en San Francisco y Berkeley. El 9 de noviembre de 1954, el presidente de los Estados Unidos, Dwight D. Eisenhower, invitó a 3 personas para una ceremonia de nacionalización estadounidense en la Casa Blanca; al militar japonés Kenjiro Tanaka, a Súmac y al rúmano tenista profesional Constantin I Tanasesu. El 23 de julio de 1955, Súmac obtuvo la nacionalidad estadounidense y firmó los documentos acompañada de Papuchka y Vivanco en el Tribunal de Los Ángeles. Comió un trozo de hot dog como símbolo de haberse «americanizado», luego Papuchka le dio un beso en la mejilla ante la prensa. El motivo del arresto fue por un conflicto de la pareja con los impuestos en dicho país. El 9 de marzo de 1958, el Servicio de Impuestos Internos de Estados Unidos, ordenó a Súmac y a Vivanco a pagar una suma de casi 300 mil dólares actuales al fisco por una escasez de impuestos en 1951. En la década 1970, Súmac junto a Vivanco, decidieron vender su casa de Cheviot Hills, Los Ángeles, a una pareja estadounidense, por un monto de más de 300 mil dólares actuales, tras el conflicto de los impuestos.

### Un divorcio escándaloso en Hollywood

#### La polémica demanda a Moisés Vivanco en 1955
| Súmac era el modelo de esposa. Se abstuvo de hacer cualquier declaración que pudiera indicar que creía que su marido podría haberla engañado y aceptó una protección que le otorgaba la propiedad exclusiva de su residencia valorada entre 40 a 100 mil dólares (400 mil a un millón de dólares actuales) para defender la vivienda de las demandas de la secretaria —La Patrie, 28 de abril de 1957 |

La causa principal que provocó su divorcio fue por una escandalosa denuncia hecha el 28 de julio de 1955 por Maureen Shea de 21 años de edad, la exsecretaria de Súmac durante la gira The Yma Sumac Concert Tour (1954-1955), dirigida a Vivanco por no reconocer la paternidad de sus dos hijas gemelas extramatrimoniales Mary y Marie de 9 meses de edad, exigiendo una mensualidad de más de 5 mil dólares actuales. La demanda obtuvo mucha publicidad con puras fotografías entre Shea, Vivanco y Súmac en los periódicos. La soprano al enterarse sufrió de una crisis nerviosa y terminó en cuidado clínico y sedada en su hogar en Cheviot Hills. El 1 de agosto de 1955, Súmac ya recuperada y con los cargos denegados en contra de Vivanco, salió ante los medios en compañía de Vivanco, afirmando que le cree y que está de su lado. El 12 de octubre de 1955, se volvió a abrir el caso y Shea exigió nuevamente una pensión alimenticia de más de 5 mil dólares actuales mensuales para sus gemelas de 9 meses de edad. El 4 de noviembre de 1955, Vivanco aceptó pagar la manutención a través de la Corte Superior de Los Ángeles. Dijo que esto no afectaría a su defensa.
El juicio se prolongó hasta el 11 de enero de 1957 y Vivanco en dicha fecha admitió haber tenido intimidad con Maureen Shea, pero insistió en no reconocer a las gemelas. Shea testificó que fue contratada para trabajar también como secretaria de Vivanco, pero que terminó convirtiéndose en su amante. Vivanco la contradijo diciendo que acudió a sus servicios para que haga tareas domésticas y sea niñera de Papuchka Charlie. También declaró él seguía amando a Súmac y que Shea le contó que estaba casada con alguien llamado Bob. El 17 de enero de 1957, Vivanco es declarado por la ley como padre de las gemelas Mary y Marie. El juez superior dictaminó que Shea presentó «un caso muy sólido», mientras que la evidencia de Vivanco fue «débil y no convincente». Shea afirmó haber sido la amante en el lapso de 1952 hasta 1954, y que el 4 de octubre de 1954, las pequeñas nacieron en la ciudad de Dallas. Resaltó que Vivanco había reconocido su paternidad durante el embarazo y cuando las niñas ya habían nacido, pero que mostró una actitud totalmente contraria durante el juicio. Vivanco acusó a Shea de haber tenido intimidad con otros hombres, incluso mencionó el nombre de un supuesto Roberto Carlos Martínez, pero no negó sus cartas de amor dedicadas para Shea, las cuales fueron introducidas como pruebas por parte de la demandante. Finalmente, se hizo las pruebas de sangre. El laboratorio aprobó la posibilidad de que Vivanco sea el padre biológico. En medio de todo este episodio, según Vivanco, Súmac estuvo en Perú, ya que su madre se encontraba mal de salud.

#### El pedido del divorcio y su escándalo en 1957
El 18 de abril de 1957, Súmac presentó la demanda de divorcio y acusó a Moisés Vivanco de maltrato psicológico por «insultos muy fuertes» que ella negó repetir. El 22 de abril de 1957, Vivanco denunció a la Corte Superior de Santa Mónica, Los Ángeles, que recibió amenazas de muerte con armas de fuego y ataques físicos durante la noche por parte de detectives contratados por Súmac. El músico acusó al agente de policía estadounidense Fred Otash de «torcerle el brazo» y de «apuntarle con un revolver». La cantante y los detectives lo negaron rotundamente, afirmando que solo fueron a recoger las cosas de Súmac. La artista había ido también junto a su hijo Papuchka Charlie. Los periódicos señalaron que se le vió a la intérprete «algo maltratada» tras las dos visitas que le hizo su esposo. Finalmente Vivanco llamó a la policía, reestableciendo temporalmente el orden en la casa.Súmac esperó a la llegada de la seguridad. La policía confirmó la asistencia de los detectives y un vehículo, pero descartó la existencia de armas de fuego. Vivanco en su demanda mencionó que Súmac no debería retener la custodia de Papuchka y se agendó una audiencia judicial sobre su reclamo para el 26 de abril de 1957.
El 23 de abril de 1957, varios paparazzis estuvieron fuera de la casa del matrimonio Vivanco Chávarri, tras las recientes denuncias públicas de la pareja. Vivanco los invitó a pasar diciéndoles: «Por favor, entren, quiero que vean esto». La cantante vestida con gafas oscuras y un gran abrigo de piel llegó a su casa conyugal del 3065 de la calle McConnell Drive en Los Ángeles para llevarse sus pertenencias, en compañía de 3 detectives privados, uno de ellos era nuevamente el detective de las estrellas, Fred Otash. Al bajar del Codillac azul de Otash, se percataron de un grupo de fotográfos en los exteriores del lugar. Vivanco ya se había retirado, llamando a la policía. La cantante declaró que su cónyuge no solo le había «robado» la casa sino también su auto pues reclamó la ausencia de su propio Codillac en su residencia. Posteriormente, todos fueron recibidos en la puerta por Esmila Zevallos, una cantante peruana de 18 años, quien se hospedaba en la casa. Algunos medios estadounidenses la consideraron erróneamente como la «ama de llaves» o «danzante folclórica». Zevallos regresa al estudio de grabación a seguir ensayando junto a un arpista peruano llamado José Farfán que no sabía hablar inglés. Súmac ingresa a dicha habitación para hacer preguntas a Zevallos, interrogaciones que terminaron en enfrentamientos físicos y verbales en la sala. Se encuentran dos versiones respecto al contexto de la discusión que incluyó bofetadas. Zevallos dijo que Súmac tenía un amante. «¡Yo te vi besar a tu cariñito!», gritó, en referencia al actor mexicano Roberto Cañedo, quien había visitado hace poco a la cantante en su residencia en Los Ángeles. Por el otro lado, otra versión dice que Zevallos reafirmó como testigo haber visto la supuesta amenaza con armas de fuego de los detectives hacia Vivanco. Finalmente, Súmac al escucharla decidió darle varias cachetadas, afirmaron que fueron alrededor de 4 a 5 golpes, mientras los paparazzis fotografiaban todo. Zevallos le respondió en voz alta de que era una «mala mujer» y que su persona trabajaba prácticamente como su «sirvienta». El agente Otash y el arpista Farfán interrumpieron para dar paz a la situación. Luego aparece Vivanco y posó con Súmac ante las fotos para mantener la calma, pero el músico identifica a uno de los detectives que supuestamente un día antes lo amenazó con un arma, quejándose con el agente Otash, pero Otash niega dichas acusaciones, lo que conllevó a gritos por parte del arreglista diciendo, entre el inglés y el español, de que se vayan de su casa, tachándoles de mentirosos. Vivanco se balanceó contra el detective acusado, por lo que otro agente forzosamente lo detiene. Otash se introduce al medio.De repente aparece Yolanda Rivero, apodada como Cholita Rivero, quien ya trabajaba musicalmente con Súmac desde 1944, aunque los medios la llamaron «mucama» y «bailarina indígena». Al ver como agarraban a Vivanco, se lanza contra Otash, jalándole de los cabellos, Esmila intenta también ayudar a Vivanco, Súmac retira a Rivero sujetándola desde atrás. En medio de todo el escenario de gritos, golpes y empujones, los paparazzis seguían llenando todo de flashes, mientras ladraba la mascota del hogar, llamada Prince, un perro de raza Collie. Zevallos se lanza contra Súmac, haciéndole caer las gafas oscuras al suelo, mostrando un moretón en el ojo. «Es obra de mi marido», exclamó la soprano.El músico la contradijo y dijo que eso le propició el «amante» de Súmac. Prince, el can, siguió ladrando alegremente, pensando que de un juego se tratase, mordiendo a 4 o 5 personas dentro de la pelea. Súmac se defendió con un empujón contra la boca de Zevallos. Súmac sostiene otra vez a Rivero para impedir su intervención en el enfrentamiento. Ahora es Farfán quien se introduce al conflicto y teniendo una estatura menor a comparación de Otash, en defensa de Vivanco, este empuja al agente hacia la puerta principal de la casa. Vivanco cae al piso, luego todo tornó en silencio, cada persona regresando a su rincón. Rivero terminó moreteada en los brazos e incluso con cortes en la nuca, secándose la sangre. Otash fue a buscar en el piso un botón salido del abrigo de Súmac. Súmac ante las cámaras deslizó su saco al hombro izquierdo para mostrar un moretón, luego preguntó a Rivero: «¿Cómo es que tengo esta marca?». Rivero respondió burlándose contando sobre un suceso pasado, afirmando que fue Vivanco el que le causó el hematoma. El arreglista sonrió con desprecio hacía Súmac, diciendo: «Es la marca de tu amante». «Me habían hablado de este actor de clase baja que supuestamente cortejaba a Yma. No había tomado en cuenta esos rumores. Llego a Hollywood e Yma inmediatamente pregunta por un divorcio», afirmó Vivanco más tarde a La Patrie con respecto al actor Roberto Cañedo.El medio resaltó los moretones en los hombros y brazos de la vocalista.
| Era algo privado, pero se volvió público y de repente ya no pude encontrar lugares para cantar. Me perjudicó la publicidad, y por supuesto, creo que afectó mi carrera en los Estados Unidos —Súmac a Associated Press, 21 de marzo de 1965 |

En ese instante, vino la policía con la patrulla y los fiscalizadores, también más periodistas y paparazzis, terminando definitivamente con este polémico y violento pleito que duró 20 minutos. Estos agentes fueron los mismos que atendieron el caso de Vivanco y el supuesto atentado contra su vida. Todos intentaron dar sus versiones de lo sucedido. Las autoridades trasladaron el caso para la comisaría de Santa Mónica, Los Ángeles, en el despacho del fiscal.La soprano no consiguió sus pertenecias pero sí la atención de toda la prensa. El 24 de abril de 1957, siguió la polémica con una Súmac afligida asistiendo a la fiscalía de Santa Mónica con un moretón en el ojo, producto de la brusca contra Zevallos y Rivero (aunque otros reportes afirman que fue Vivanco el 18 de abril de 1957), acompañada de su abogado estadounidense Jerry Giesler y de un policía que la apartaba de los paparazzis que no paraban de tomar fotografías. La fiscalía exigió una explicación completa. Otash narró los ataques que recibió de Farfán, Vivanco, Rivero y Zevallos. También dijo que iba a mandar a sus detectives y a Vivanco para ser sujetos de un detector de mentiras para aclarar de una vez sobre el supuesto caso de intento de asesinato hacia Vivanco. Otash le advirtió al músico de que se meterá en graves problemas si sigue acusando falsamente sobre crímenes inexistentes. El abogado de Súmac insistió igualmente descartando la acusación de Vivanco. Terminado todo en la noche, el fiscal McCurdy tras escuchar más de 12 versiones de los hechos, concluye con que ambos lados se contradicen contando situaciones completamente distintas, por lo que retira la demanda sin hacerla definitiva. «No hay pruebas suficientes que indiquen de un delito grave que pueda ser procesado con éxito, abofetear a la gente y tirar del pelo es solo un delito menor. Admiten que estuvieron allí, y luego las historias comienzan a divergir». McCurdy finalizó transfiriendo el caso para la oficina de otro fiscal por el delito menor. «Yma, musical y artísticamente, no era nada. Yo la hice. Es como si hicieras una escultura de arcilla o un títere», declaró a la prensa el entonces esposo de la cantante.
El 26 de abril de 1957, comienza la audiencia judicial por la demanda de Vivanco y el juez dio hasta el 17 de mayo de 1957 al matrimonio Vivanco Chávarri para arreglar sus asuntos personales antes de tocar el divorcio y la custodia de Papuchka. Los abogados de la pareja solicitaron llegar a una tregua. La defensa legal de Súmac priorizó el bienestar de Papuchka, mientras que la de Vivanco insistió en una medida de protección contra el acoso de Súmac y sus detectives. El 14 de mayo de 1957 se acordó legalmente en que Vivanco seguiría siendo su mánager y músico y obtendría el 50 % de sus ganancias. Vivanco dará una pensión de más de 2 mil dólares actuales para Papuchka, mientras que Súmac se quedó la custodia. En mayo de 1957, el gran escándalo pasó fronteras hasta llegar a las revistas francesas.El 13 de julio de 1957, el músico siguió dando declaraciones contra la intérprete. «La saqué del barrio indio donde la encontré. Vivía descalza y pobre, sin saber cantar, ni siquiera caminar.», exclamó. Se divorciaron oficialmente el 21 de mayo de 1958 en Los Ángeles, concluyendo un matrimonio que duró 16 años.El 16 de octubre de 1958, Vivanco, en «venganza», afirmó a los medios estadounidenses que la cantante no era peruana sino canadiense y que su verdadero nombre era «Amy Camus».

### Otras demandas y polémicas
El 20 de octubre de 1951, Súmac demandó a su agente John Rose, acusándolo de robarle el sueldo en el Cotillion Room, exclamó que de los 13 mil dólares actuales que ganaba, solo recibió más de 4 mil. Apeló a la Asociación Estadounidense de Artistas. Finalmente, se rompe el contrato y el mánager se queda solo con el 25 % y brinda una suma considerable para Súmac.
El 29 de julio de 1955, Súmac fue nombrada en una demanda presentada en la Corte Superior por daños y perjuicios de casi 2 millones de dólares actuales, un coreógrafo que se quejó de que una gira con ella terminó en incumplimiento de contrato y en una «golpiza violenta». La denuncia cayó también en Vivanco, sus empresas y empleados.
El 4 de octubre de 1957, tras la pública reconciliación entre Súmac y Vivanco luego de su escandaloso divorcio, el detective privado Fred Otash demanda a Súmac por más de 1 millón de dólares actuales porque de acuerdo a él, Súmac aún le debe por contratar su servicio de investigar a Vivanco.

#### Moisés Vivanco
El 22 de enero de 1943, La Crónica afirmó que una chilena estuvo haciéndose pasar por peruana cantando junto a Vivanco, reemplazando a Súmac durante su gira folclórica sudamericana. También declaró que Vivanco se apropió de composiciones ajenas, como los vals «Melgar» de Benigno Ballón Farfán y «La palizada» de Alejandro Ayarza Morales, entre otros. Incluso mencionó sobre protestas debido a estas acciones. En junio de 1943, La Crónica nuevamente sigue con la polémica sobre Vivanco suplantando a los autores originales de algunas composiciones, «editándolas musicalmente», como «Danza del Amor», que en realidad es «La Benita», hecha por Benigno Ballón. Desde 1984 hasta en sus últimos días, Súmac insistió en que ella también ayudó a componer su música con Capitol Records, pero que la disquera y Vivanco le arrebataron los créditos, y que hasta la fecha siguen sin reconocer su aporte. También se negó a interpretar composiciones hechas o arregladas por Vivanco. El 30 de noviembre de 1959, Vivanco fue demandado por la bailarina española María Rosa Orad Aragón por más de 150 mil dólares actuales ante la Corte Suprema de los Estados Unidos, lo acusó de haberle mentido prometiéndole amor y éxito en Hollywood, diciéndole que era uno de los propietarios de Paramount Pictures y que la haría una gran estrella, incluso superior a Judy Garland.

#### José María Arguedas
El reconocido literato indigenista y antropólogo peruano apurimeño escribió un artículo avasallador contra Súmac y Vivanco, que fue publicado en noviembre de 1944 en un diario argentino llamado La Prensa, donde expresó explícitamente su rotundo desacuerdo respecto a la música y rendimiento artístico que la pareja hacía, acusándoles y tachándoles de deformar la cultura andina. Este escrito también fue incluido por Arguedas en su libro Nuestra Música Popular y Sus Intérpretes:

Una mujer criada en un barrio de Lima, tenía que cantar un yarawi —que es la música andina más triste— guiñando los ojos, como lo hace Emperatriz Chávarry («Yma Súmac»)... Una joven que había crecido en Lima, cuya psicología había sido modelada bajo la influencia humana total de los barrios de Lima, sin ninguna cultura musical, no podía estar en condiciones más negativas para pretender convertirse en intérprete de la música india. Sin embargo, Ima Sumack triunfó en Lima, y se hizo pasar por intérprete del folklore kechua; Vivanco la dirigió con buen sentido comercial; le puso el nombre de la hija de Ollanta y explotó con acierto la excelente voz natural y la gracia de Emperatriz Chávarry. Su éxito en países extranjeros tenía que ser más fácil. Pero lo que hace Ima Súmac no es, por supuesto, "estilización" de la música andina, es deformación pura... Y esa es su característica: ha deformado la canción andina kechua hasta hacerla accesible al sentido superficial, frívolo y cotidiano del público de la ciudad... Felizmente viajan con ella Moisés Vivanco y otros músicos indígenas, que a pesar de todo, salvan el conjunto; quienes saben oír, podrán conocer, a través de la intervención de estos músicos, nuestra verdadera música andina.

#### Hollywood
En un artículo del 11 de setiembre de 1950 de la revista TIME, Súmac recibió una polémica crítica respecto a su fotografía puesta en una noticia antigua, donde se le ve mostrando un escote y el busto de una manera poco habitual para la época. El periodista exclamó: «Fue una gran sorpresa encontrar que la historia del 28 de agosto estuvo acompañada de la foto más vulgar que haya visto jamás en TIME... Mantengamos la "vestimenta televisiva" en el lugar apropiado.»

#### Perú
La revista Caretas puso de portada sin color a Súmac en su edición de abril de 1953 con el hoy en día controversial título de «Imma Sumac La india bella», mientras que la imagen de Gladys Zender fue a color tras ganar el Miss Universo en 1957.

#### Les Baxter
El compositor y director de orquesta estadounidense del exitoso Voice of the Xtabay, no fue excepción en lo que denuncias por «plagio» se refiere. A lo largo de su carrera ha recibido demandas de este tipo, por composiciones que hizo para Nat King Cole y para él mismo. Y se especuló sobre una usurpación de la autoría de todas las canciones de Voice of the Xtabay. Otra controversia sucedió en 1972, con el último álbum de Súmac, Miracles, que fue retirado de las tiendas precisamente por las escandalosas acusaciones hacia Baxter que derivaron de estafa y usurpación, pues el músico había hecho el contrato con London Records para hacer nueva música original, pero terminó repitiendo canciones ya hechas en 1969.

## Obras benéficas y caridad
El 9 de enero de 1942, Súmac con el Conjunto Peruano Folklórico, asistió junto al Conjunto Ancashino Atusparia, a un concierto benéfico en el Teatro Municipal de Lima para las familias damnificadas por un huaico que destruyó la parte norte de Huaraz, Áncash.En 1954, la cantante realizó un nuevo videoclip de su tema «Chuncho» como anuncio publicitario para March of Dimes, una organización sin fines de lucro que busca combatir la Parálisis Infantil y la Polio en general. El 6 de octubre de 1962 se presentó, en compañía de Marlene Dietrich y otras celebridades, a un evento benéfico de la Unicef de las Naciones Unidas para recaudar fondos a favor de la niñez y la infancia.En 1963, la vocalista hizo conciertos benéficos en Japón para las víctimas de la bomba atómica. En 1965, Súmac viajó al Perú y realizó conciertos en dúo con un tenor para obtener ingresos económicos en beneficio de la restauración de las ruinas del sitio arequeológico Chan Chan en Trujillo. El 21 de abril de 1968, la soprano, junto al actor Ricardo Montalbán, un grupo folclórico mexicano y demás, protagonizó recitales para una actividad benéfica por la juventud latinoamericana, hecho por Corazón Latino Woman's Club en la Academia de Policía de Los Ángeles. Durante 1980 y 1981, cuidó de diferentes especies de animales silvestres en el santuario Wildlife WayStation de Los Ángeles, ayudando a la fundadora del lugar, Martine Colette.Más tarde declaró a los medios que era una amante de los animales. Se dice que la artista tuvo una «conexión atípica y asombrosa», al estilo Blancanieves, con el reino animal. El 9 de abril de 1987, la intérprete compartió la recaudación de los boletos vendidos de El secreto de los incas en un festival de cine de San Francisco para combatir el VIH y el SIDA.

## Leyendas y mitos urbanos

### Contradicciones con sus documentos de identidad
Actualmente a Súmac se le conoce con el nombre supuestamente natural de «Zoila Augusta Emperatriz Chávarri del Castillo» o que su cumpleaños es el «10 de septiembre»,  información que también proporcionó Capitol Records. No obstante, su partida de nacimiento de 1922 señaló que en realidad se llamó «Zoila Emperatriz Chávarri Castillo» y que nació un «13 de septiembre de 1922». Es en la partida de matrimonio de Súmac con Moisés Vivanco de 1942, donde existieron cambios de identidad pues se le agregó «Augusta» como segundo nombre y se le cambió Chávarri a «Chavaneix». En su ficha consular brasileña de 1943 volvió a ser Chávarri, pero se le incluyó un «del» al apellido «Castillo» y se modificó su fecha de nacimiento a «10 de septiembre de 1923». En las actas de nacimientos de sus hermanos mayores se puede leer que «Emilia del Castillo» es en verdad «Emilia Castillo». En 1951 se difundió en la prensa que Súmac tenía 23 años, cuando en realidad estaba cerca de cumplir los 30 años de edad. Durante casi toda su carrera se siguió creyendo que había nacido en 1927. También se afirmó que era una «india quechua de los Andes peruanos», a pesar de que su padre fuera mitad español y de que Súmac desconociera el dialecto andino. En los cincuenta, la prensa estadounidense cuestionó diciendo que la cantante lucía más como una «glamurosa chica de la gran ciudad» en vez de «una indígena de los primitivos andes».

### The Inca Taky Trio: tiempos «complicados»
Se dice que su permanencia en Estados Unidos durante los años 40 fue difícil. En 1953, la prensa canadiense afirmó que la agrupación «The Inca Taky Trio» conformada por Súmac, Vivanco y Cholita Rivero se hizo notar «a duras penas» y que la voz de la soprano pasó «desapercibida» en la capital del cine y en Nueva York. Incluso se habló de un negocio de venta de pescado hecho por Vivanco para solventar los gastos, cantando en pequeñas avenidas, mudándose constantemente, aprendiendo a cocinar y a lavar, dando conciertos en cualquier lugar, recibiendo pésimas reseñas de la crítica especializada. Pero de acuerdo a los medios periodísticos de la época, el trío en 1946 consiguió un contrato por 5 años con una empresa estadounidense, auspicios de entidades privadas y estatales, teniendo como audiencia a diplomáticos, haciendo giras por meses en Canadá, obteniendo críticas muy favorables en Norteamérica y presentándose en prestigiosos lugares como el Moison Stadium y el Carnegie Hall.

### Princesa inca: descendiente de Atahualpa
A inicios de los años 40, se dijo que era un princesa inca y Moisés Vivanco afirmó que la descubrió en su natal Cajamarca, que el gobierno decidió llevarla a Lima, causando el «levantamiento de protesta de 30 mil indígenas al saber que su perderían a su venerada y ritulística cantante». Dichas historias fueron consideradas «exageradas» y provocó un «resentimiento» de grupos indígenistas contra Súmac y su entonces cónyuge. Durante su estancia en Nueva York, el 23 de mayo de 1946, el cónsul José Varela y Arias, en nombre del gobierno del Perú se certificó oficialmente su ascendencia incaica. En agosto de 1946, mientras estaba de gira en Canadá también se confirmó su linaje inca a través de la embajada peruana de dicho país.
| Tal es la princesa Imma Sumack, última descendiente de los incas. Y la embajada peruana en Ottawa tiene toda la documentación necesaria para demostrarle a cualquiera que dude que esta princesa es efectivamente la última descendiente directa del emperador Atahualpa —Le Devoir, 1949 |

Esta certificación se basó en el supuesto nombre completo de la madre de Súmac: «Emilia del Castillo Atahualpa». Se afirmó que su progenitora era una «india inca de sangre completa descendiente directa del último emperador inca Atahualpa». Asimismo, que Súmac también lo era. Los medios canadienses la apodaron como «La última de las princesas incas», aunque algunos en un principio catalogaron este título como un «truco publicitario estadounidense». En 1947 se afirmó que se hacía llamar «Imma Sumack» porque era un «nombre adaptado por las mujeres de su familia durante varias generaciones, en memoria de la hija del último rey de los Incas». En 1951, Súmac recalcó a la prensa escrita gringa que era una «princesa inca» y «última descendiente del Inca Dios Sol». En 1952 se dijo que era venerada en Perú como «líder espiritual y princesa real», que era la «Doncella Elegida» para cantar en festividades del Sol. También que la soprano creía auténticamente en el Inti, rezándole mientras cantaba, declarando ella misma a la prensa que estaba «agradecida» con dicha deidad.A tal grado que mediáticamente se contó que Súmac tenía «dificultades para civilizarse en el siglo XX» siendo «bisnieta del último emperador inca». En 1954 se reveló que su «voz sobrenatural la hizo selecta para cantar en ceremonias a la gloria del Sol según los antiguos ritos ancestrales». Los diarios estadounidenses siguieron reafirmando su linaje inca en años posteriores. En 1957 nuevamente se corroboró a través del consulado peruano en Montreal, Canadá, que la cantante posee «sangre inca en las venas» y que «da crédito a la leyenda que la hace descendiente de los famosos emperadores del Sol».

### Amy Camus: una identidad cuestionada

#### Una neoyorkina
Algunos periodistas de espectáculo, como Walter Winchell, consideraron un esnobismo basado en un engaño que ella se proclamara descendiente del inca Atahualpa y surgió el bulo de que había nacido en Brooklyn y que su verdadero nombre era «Amy Camus», que en realidad es su nombre artístico deletreado al revés. Una judía ama de casa de Nueva York llamada «Amy Camus». En 1951, Súmac declaró a un diario de haber convencido al público estadounidense de no ser «Amy Camus de Brooklyn».
En noviembre de 1956, antes de que Súmac viajara fuera de Estados Unidos, declaró a la prensa local en «son de burla» sobre los rumores de que en realidad nació en Brooklyn, afirmando que ella es de «un pueblo a 5 kilómetros de los andes». Enfatizó que ese lugar es «más alto de lo que Brooklyn pudo haber sido alguna vez». Por otro lado, también se especuló de que era una puertorriqueña, esta vez de El Bronx, con el mismo nombre de «Amy Camus».

#### Una franco-canadiense de raíces parisinas
El 20 de octubre de 1957, La Patrie (diario franco-canadiense) afirmó que un periodista parisino había «descubierto» que el nombre de «Yma Súmac» era un «nombre de guerra» francés y en que realidad la cantante se llamó «Amy Camus». El periodista entrevistó a todos los Camus de París, quienes finalmente rechazaron dicha idea. El medio recordó la fecha del debut de Súmac en Montreal, Canadá en la década del 40, declarando que fueron las radios canadienses las cuales «la trajeron al mundo» por ser «muy poco conocida» y que por lo tanto, la intérprete resultó siendo «franco-canadiense». Pero el locutor canadiense Miville Couture admitió al diario que conoció a Súmac durante esos años en Montreal y expresó que ella «era sin duda peruana» y que «no dijo ni una palabra en francés, murmuró solo unas pocas palabras en inglés». La Patrie fue hasta al consulado peruano en Canadá para confirmarles que la vocalista «sin duda era de origen peruano» por su linaje inca. A finales de su carrera en los años 80 y 90, nuevamente desmintió ante los medios contra dichas leyendas urbanas. Simon Doonan consideró al rumor de «Amy Camus» como un «chisme sin fundamento» pero que «sumó» a su imagen y publicidad.

## Discografía
Álbumes de estudio
- Voice of the Xtabay (1950)
- Legend of the Sun Virgin (1952)
- Inca Taqui (1953)
- Mambo! (1955)
- Legend of the Jivaro (1957)
- Fuego del Ande (1959)
- Miracles (1972)

Sencillos
- Virgin Of The Sun God (Taita Inty) (1950)
- Birds (1951)
- Wimoweh (1952)
- Mambo ConFusion (1991)

Álbumes en vivo
- Recital (1961)

Apariciones
- Flahooley (Original Broadway Cast Recording) (1951)
- Stay Awake: Various Interpretations of Music from Vintage Disney Films (1988)

## Filmografía
| Año  | Título               | Rol        | Notas |
| ---- | -------------------- | ---------- | --- |
| 1942 | Pal' Otro Lao        | Ella misma | Debutó en el cine e interpretó un tema folclórico                                                                        |
| 1954 | Secret of the Incas  | Kori-Tica  | Debutó como actriz e interpretó «Virgin of the Sun God (Taita Inty)», «Earthquake! (Tumpa!)» y «High Andes! (Ataypura!)» |
| 1957 | Omar Khayyam         | Karina     | Interpretó «Take My Heart» y «Lament»                                                                                    |
| 1958 | Música de siempre    | Ella misma | Debutó en el cine mexicano e interpretó «Creatures of the Forest (Chuncho)»                                              |
| 1960 | Las Canciones Unidas | Ella misma | Intepretó «Virgin of the Sun God (Taita Inty)»                                                                           |

| Año  | Título             | Rol               | Notas                                                                                              |
| ---- | ------------------ | ----------------- | -------------------------------------------------------------------------------------------------- |
| 1955 | Shower of Stars    | Cantante de ópera | Comedia musical en donde participó en un episodio                                                  |
| 1956 | Toast Of The World | Ella misma        | Debut como conductora de televisión, solo condujo la primera temporada                             |
| 1956 | Climax!            | Maria Santez      | Debut como actriz de televisión y participó en un episodio                                         |
| 1972 | Fol-de-Rol         | Varios personajes | Telefilme e intepretó una nueva versión de «Virgin of the Sun God (Taita Inty)», entre otros temas |

## Teatro
| Año  | Título    | Rol            |
| ---- | --------- | -------------- |
| 1951 | Flahooley | Najla          |
| 1990 | Follies   | Heidi Schiller |

| Año  | Título | Rol   |
| ---- | ------ | ----- |
| 1956 | Lakmé  | Lakmé |

## Giras musicales
- La gira de conciertos de Yma Súmac (1952)
- The Yma Sumac Concert Tour (1954-1955)
- La gira de conciertos de Yma Súmac en la URSS (1960-1961)

## Distinciones
- 1956: Récord Guinness por el rango vocal más extenso de la música.[7]
- 1960: Estrella en el Paseo de la Fama de Hollywood.[309]
- 1963: Disco de Oro del Hollywood Award.[3]
- 1993: Diamond Halo Award.[3]
- 1997: Life Achievement Award por su trayectoria de casi 60 años.[3]
- 2006: Orden El Sol del Perú, grado de Comendador.[494][495]